# 靖国神社問題

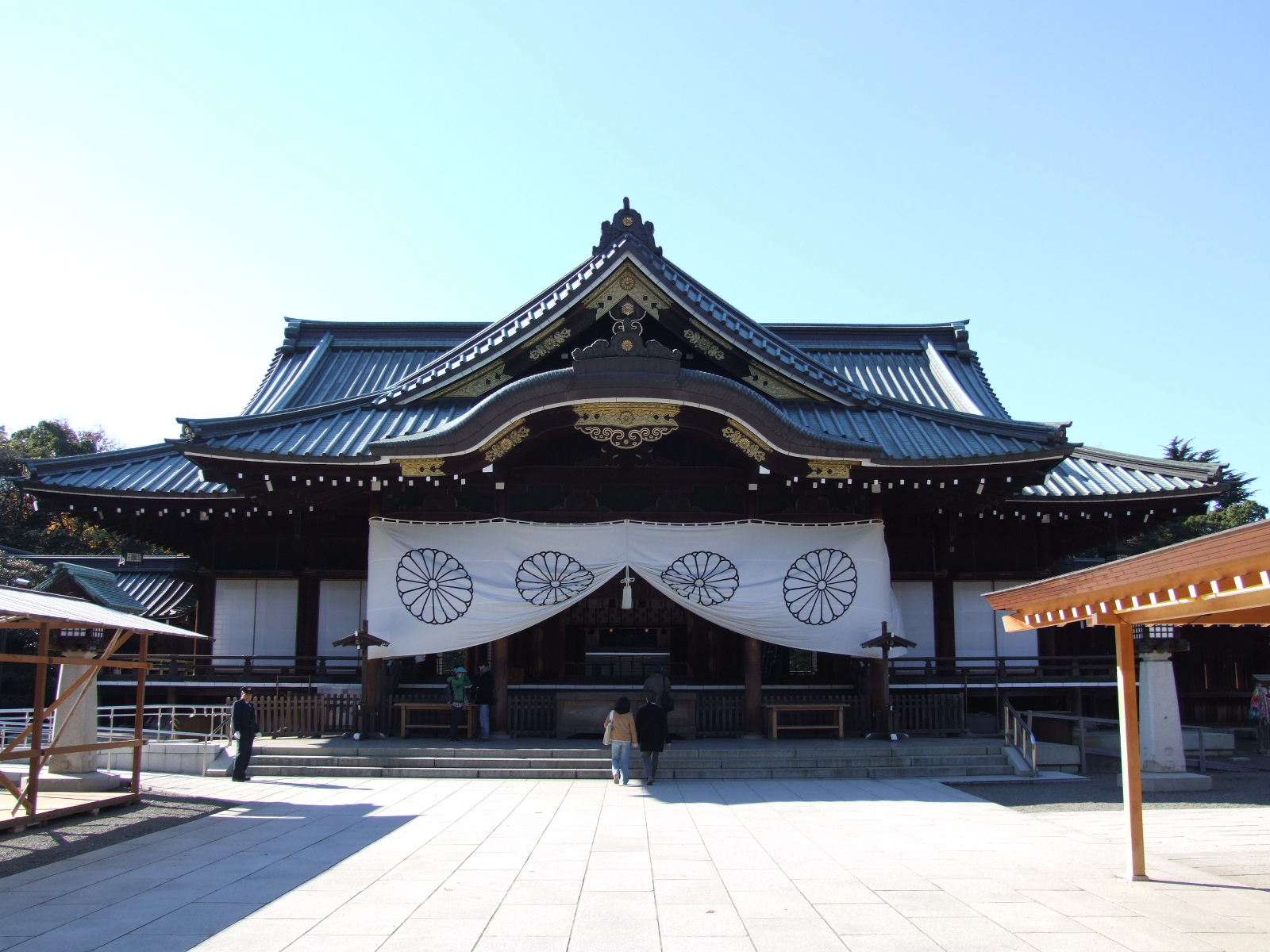
靖国神社

靖国神社問題（やすくにじんじゃもんだい）は、主に中国・韓国への配慮、日本のマスメディア報道などを理由とした靖国神社への参拝をめぐる諸問題を指す。「靖国問題」と略称されることが多い。

## 概要
靖国神社の前身である東京招魂社は、大村益次郎の発案のもと明治天皇の命により、戊辰戦争の戦死者を祀るために1869年（明治2年）に創建された。後に、1853年（嘉永6年）のアメリカ合衆国東インド艦隊の司令官ペリー来航以降の、国内の戦乱に殉じた人達を合わせ祀るようになる。1877年（明治10年）の西南戦争後は、日本を守護するために亡くなった戦没者を慰霊追悼・顕彰するための、施設及びシンボルとなっている。もとは幕末騒乱により死亡した志士の御霊を招魂し祭礼する一回性の儀式（招魂祭）として京都で実施されたものが定制化され、東京招魂社の設置となった経緯があり、一方で招魂の儀式そのものの神道上の教義問題や、どの御霊を招魂し合祀するかといった論点が当初からあり、靖国神社への再編改名の際には祭礼は靖国神社および陸海軍省が実施するものとされ、天皇は例大祭に勅使を参向させることが定制と取り決められた。
「国に殉じた先人に、国民の代表者が感謝し、平和を誓うのは当然のこと」という意見がある一方、政教分離や、第二次世界大戦における日本の戦争行為について「侵略だったか自衛だったか」といった歴史認識、また同戦争において日本の行為によって損害を被った近隣諸国への配慮等といった観点から、政治家の参拝を問題視する意見がある。第二次世界大戦における日本の終戦の日である8月15日の参拝は戦争の戦没者を顕彰する意味合いがあるとされ、特に日本国内の神道以外の以外の宗教団体や左派及び中国・韓国ときに米国からも議論の対象とされる。小野田寛郎は、日本兵が戦友と別れる際、「靖国で会おう」と誓ったことから、靖国神社は日本兵の心の拠り所としてのシンボルの一つであった、としている。
戦後、個人の信教の自由のために、戦前の国家神道の在り方の反省から、その保障策として、憲法20条は、1項で「いかなる宗教団体も、国から特権を受け、又は政治上の権力を行使してはならない」と、3項で「国及びその機関は、宗教教育その他いかなる宗教的活動もしてはならない」と定め、憲法89条は、公金その他の公の財産は宗教上の組織等のために支出してはならない旨を定めた。これらは「政教分離」政策として捉えられている。
靖国神社は、広大な都心の一等地をそのまま与えられる形で民間施設化した。政府としての戦没者慰霊のためにはときに公会堂等で公開式典が行われたりする他、アメリカの「アーリントン墓地」やフランスの「無名戦士の墓」のような施設を作ることを企図して、1959年には特定宗派色を払拭した千鳥ヶ淵戦没者墓苑が作られた。しかし、靖国神社側からは国家ないし政府としての公式参拝や靖国神社法案の成立を望む声も強く、特に右派を中心にそれに対する支持が強かった。これに対し、ほとんどのキリスト教、仏教、新宗教関係者らは反対し、それを左派が支持するという傾向が見られた。なお、神道側もあくまで靖国神社側の希望であり、例えば、神社本庁などは個人の信教の自由の問題として中立との姿勢をとっている。政府は、憲法の条項との兼ね合いもあるものの保守系・右派系の自民党政治家の顔色を窺って曖昧な態度に終始していた。そのため、右派・保守系からの支持を気にする首相ないし現役閣僚らは、終戦記念日を避けて春秋の祭典に出席する、あるいは終戦記念日に千鳥ヶ淵戦没者墓苑とともに靖国には私的なものとして行く等の便法をとり、その際に公的な肩書を記名した、公的な支出あるいは公用車を利用したのではないかといったことが、たびたび政治問題化していた。
1975年の日本国内メディアからの「政教分離」の原則にはんするのではないかとする内政理由の批判から始まり、さらに1978年に靖国神社が密かにA級戦犯を合祀していたことが明らかになると、この点に対する議論も強まり、1985年の中曽根康弘首相による公的参拝発言後に日本国内でも日本社会党が与党自民党を批判、大きな政治問題となった。1985年以降から中国や韓国は「靖国神社にA級戦犯が合祀されている」との主張で批判、それまでの国内問題にとどまらず、国際問題化することとなった。中韓国民への世論調査からはそもそも「戦前の日本軍人を慰霊すること」自体に反発していること、「1985年の朝日新聞による靖国批判報道」で靖国神社自体を知り反発し始めたものであることが指摘されている。以降、中韓政府は日本の政治家による参拝が行われる度に反発している（諸外国の反応の詳細については後述の#日本政府の見解を参照）。自民党も2006年に「靖国問題」は中韓との問題だとし、両国が「靖国」を持ち出すのは、日本による「竹島不法占拠や東シナ海の一方的なガス田開発など両国による日本に対する不法行為」への批判に対して、それしか対抗に使えそうな外交的カードが無いからだと指摘している。実際に、1979年4月にA級戦犯の合祀が公になってから1985年7月までの6年4月間、大平正芳、鈴木善幸、中曽根康弘が首相在任中に計21回参拝をしているが、1985年8月に中曽根が参拝時の朝日新聞の報道までは、中韓からも非難はされていなかった。具体的に1985年の参拝に対して、それに先立つ同年8月7日の朝日新聞が『靖国問題』を報道すると、一週間後の8月14日、中国共産党政府が史上初めて靖国神社の参拝への非難を表明した。一方で、1979年にA級戦犯合祀公表以降も靖国神社へ戦没者を慰霊追悼・顕彰するため、外国の要人も訪れている。なお、戦没者を慰霊追悼・顕彰するための施設及びシンボルとする解釈が現在だけでなく戦前からも一般的だが、神社側としては「国家のために尊い命を捧げられた人々の御霊を慰め、その事績を永く後世に伝える」場所、および「日本の独立を誓う場所」との認識が正しいとのことである。

## 争点
具体的な論点としては以下の6つにまとめられる。
1. 信教の自由に関する問題
戦後の日本国憲法においては、第20条第1項において「信教の自由は、何人に対してもこれを保障する。」と定められている。参拝を望むなら、たとえ大臣・官僚であっても国家権力によって靖国神社への参拝を禁止・制限することができないこと、また合祀あるいは参拝を望まない人が国家[25]によって靖国神社への合祀あるいは参拝を強制されないこと、両方の側面を含む。
2. 政教分離に抵触するか否か問題
靖国神社を国家による公的な慰霊施設として位置づけようとする運動があり、及びそれに付随して玉串奉納等の祭祀に関する寄付・奉納を政府・地方自治体が公的な支出によって行うことなどに関し、日本国憲法第20条が定める政教分離原則と抵触しないかとする問題。
「政教分離」違反と主張する人々は、内閣総理大臣・国会議員・都道府県知事など公職にある者が公的に靖国神社に参拝することが、第20条第1項において禁止されている宗教団体に対する国家による特別の特権であると主張している。しかし、最高裁によって、政教分離違反を唱えた原告らは敗訴した[26]。
3. 歴史認識に関する問題
靖国神社は、戦死者を英霊としてあがめ、戦争自体を肯定的にとらえているのだから、そのような神社に、特に公的な立場にある人物が参拝することはつまり、同社の第二次世界大戦に対する歴史観を公的に追認することになる、として問題視する意見が存在する。そういった立場からは、日本の閣僚は同戦争における対戦国に配慮し靖国神社に対する参拝を禁止・制限あるいは自粛すべきとする主張がある。
日本人が同戦争における戦争責任をどのように認識し、敗戦以前の日本の軍事的な行動に対していかなる歴史認識を持つことが適切であるか、という論点を中心に展開され、特に極東国際軍事裁判で戦争犯罪人として裁かれた人々の合祀が適切か否かの議論がある。
対外的には、第二次世界大戦における交戦相手国である中国（中華民国）、また第二次世界大戦の開戦より数十年前に日本に併合されていた朝鮮半島諸国の国民に不快感を与え、外交的な摩擦も生むこともある靖国神社への参拝が適切かどうか、という論点を中心に展開される。なおこの中韓及び北朝鮮以外の国からは、首相や閣僚の靖国神社参拝に対して公式に批判を受けることはない。
また、遊就館には歴史年表が掲示されているが、日本国憲法制定に関する記述（1946年11月3日公布、翌1947年5月3日施行）がなく、一方で“ポツダム宣言受諾拒否”が明記されている。
4. 戦死者・戦没者慰霊の問題
特に十五年戦争における日本軍軍人・軍属の戦死者（戦病死者・戦傷死者を含む）を、国家としてどのように慰霊するのが適切であるか、という問題。戦後靖国神社が国家による慰霊施設から宗教団体として分離されたために日本には戦死軍人に対する公的な慰霊施設が存在しないが、靖国神社を戦前に近いかたちで国家管理して位置づける、あるいは慰霊のための新たな施設を整備するという意見がある。遺族の同意を得ないまま同社に合祀されることがあることにも異議が出ている。
5. A級戦犯に対する評価の使い分け
A級戦犯として靖国神社に合祀されるか合祀されないか差異は、死刑の執行・服役中の死亡・勾留中の死亡により、遺体として刑事施設から社会に戻ったか、恩赦による刑の執行終了・裁判の中止・不起訴処分により、生きて社会に戻ったかの差異だけである。起訴され（28名）有罪宣告された25名のうち生きて社会に戻ったA級戦犯から重光葵は衆議院議員に3回選出され鳩山一郎内閣で4回目の外務大臣まで務めており、また戦犯指名されたものの不起訴となった者のなかからは衆議院議員に5人が選出され、国務大臣に5人が任命され、内閣総理大臣に1人が選出されている[要検証 – ノート]。この中には在職中等の貢献により国家より受勲されたものが多数いる。これに対して刑の執行や拘置中の病死などにより死亡し、刑事施設から遺体として社会に戻された者に対しては日本政府と日本国民が永久に糾弾し続けるべき対象者と評価するべきであるのかどうか、評価の使い分けの基準は全く説明されていない。また、この判決について、東條をはじめ南京事件を抑えることができなかったとして訴因55で有罪・死刑となった広田・松井両被告を含め、東京裁判で死刑を宣告された7被告は全員がBC級戦争犯罪でも有罪となっていたのが特徴であって、これは「平和に対する罪」が事後法であって罪刑法定主義の原則に逸脱するのではないかとする批判に配慮するものであるとともに、BC級戦争犯罪を重視した結果であるとの指摘がある[27]。
6. 宗教的合理性と神道儀軌に関する問題
波田永実によると、古代に存在したであろう神道による葬祭儀礼（神葬）は仏教の伝来以降衰退し近世初頭においては葬祭儀礼は仏教が独占する状態であったが、近世において神葬を興したのは卜部吉田家であり、これは従来の御霊信仰（「祟り」を鎮めるための祭祀）とは異なり「人間を神として祀る」祖先崇拝であった。吉田神道からは豊国大明神や東照大権現が祭祀されるようになった（人神祭祀）が江戸末期までは例外的であり、とりわけ幕末期に行われるようになった招魂祭祀は江戸期の儒教的教義を踏まえた神儒一致すなわち神葬祭と儒葬を折衷したものであり、その普及と明治新政府への影響は津和野学派（福羽美静、大国隆正ら）の影響が大きい。招魂祭祀は近世後期に幕府に対する朝廷の権威快復の下で「創始」されたものであり幕末維新の騒乱期に異郷の地で客死した者を慰霊追悼し顕彰するべき必然性から生み出されたものである、とする[28]。

神社神道の遷霊（従来の死を確定させる儀礼とする説もある）では、木主・笏・鏡・幣串が用いられ、基本的には1柱ごとに諡を送って霊璽とすることが各派ほぼ共通の儀軌となっている。これに対して、戊辰戦争の戦没者を祀るに際しては霊璽簿を用い、諡を送らずに生前の名前をもって霊璽としたため、靖国神社は当初は招魂社として創建された。しかし、招魂社は招魂場（降霊場）であるために、後に「在天の神霊を一時招祭するのみなるや聞こえて万世不易神霊厳在の社号としては妥当を失する」という政府側の要請で神社の格をとるに至った。しかし、この要請理由は宗教的合理性を転倒させた面があることは否めない。また、明治維新後に創建された他の神社も生前の名前を祭神の諡号としたため、神社神道を信仰する一般家庭でもそれに倣うケースが出始めた。この状況に危機感を募らせていた神社神道関係者は言論統制が解けた第2次世界大戦後に、そうした祭祀の方式は神社神道共通の基本的な儀軌に反するものであり、元々が合理性に欠けるものであるとする主張を行ったが、他の争点に掻き消されて『神葬祭 総合大事典』でも版を重ねるごとにトーン・ダウンしていった。いずれにしても、この争点は、朝日新聞だけではなく保守系の讀賣新聞などをも含んだマスコミと、靖国神社参拝派の政治家との間に起きた情念的とも言える争いのために、一般的にはほとんど知られていない。

### 政教分離
靖国神社は大日本帝国時代の陸軍省・海軍省が共管し、戦争遂行の精神的支柱の一つであった国家神道の最重要の拠点であったため、終戦後直ちに廃絶の議論が起きた。このことについては日本を打ち破り占領した連合国においてもかねてから施設自体の棄却も視野に入れられていたが、GHQは早急に結論を下さず、まず1945年（昭和20年）12月15日に神道指令を発して国家神道を廃止すると共に靖国神社の国家護持を禁じ、神社と国家の間の政教分離を図った。また、翌1946年（昭和21年）に制定された宗教法人法に基づき、靖国神社は同年9月に宗教法人となったことで自ら国家護持体制からの離脱を明確にした。靖国神社の非国家的宗教施設への変化を受けて、GHQは1951年8月28日の指令で靖国神社の存続を認めた。
1947年（昭和22年）に施行された日本国憲法第20条において下記のように信教の自由を保障し、政教分離原則を掲げている。
- 信教の自由は、何人に対してもこれを保障する。いかなる宗教団体も、国から特権を受け、又は政治上の権力を行使してはならない。
- 何人も、宗教上の行為、祝典、儀式又は行事に参加することを強制されない。
- 国及びその機関は、宗教教育その他いかなる宗教的活動もしてはならない。

1951年（昭和26年）のサンフランシスコ平和条約締結・翌1952年（昭和27年）の発効によって連合国の占領が終わって日本は主権を回復し、連合国占領期間中は実質的に封印された状態となっていた靖国神社に関する議論は憲法の合憲・違憲を巡る問題へと移行し、主に上記第20条第1項および第3項に基づいた問題点が賛否両面から指摘されていくこととなる。なお、占領下の1949年（昭和24年）に出された国公立小中学校の靖国神社訪問などを禁じた文部事務次官通達について、2008年（平成20年）3月27日の参議院文教科学委員会で渡海紀三朗文部科学相は同通達が「既に失効している」と明言した。
靖国神社法案
靖国神社を国家護持による慰霊施設としようとする靖国神社法案が1969年（昭和44年）に議員立法案として自由民主党から提出されたことで神社の政教分離に関する議論が再燃した。これ以降、毎年の法案提出と廃案を繰り返した後、1973年（昭和48年）に提出された法案が審議凍結などを経て1974年（昭和49年）に衆議院で可決されたものの参議院では審議未了・廃案となる。これを最後とし法案上程が止むまで、靖国神社法案が靖国神社問題における政教分離の課題で最大のものとなった。
この後、政教分離原則に抵触するか否かの議論は、政府・地方自治体による靖国神社への公費支出を伴う玉串（または玉串料）奉納や、首相をはじめとする政府閣僚や地方自治体首長らの参拝に関するものへと焦点が移っていく。
靖国神社に反対する立場からは、靖国神社への参拝は政教分離に反するという見解が示されることがある。総理大臣が他の宗教法人、明治神宮や伊勢神宮に参拝しても、問題がないとは言えず、さらに、靖国神社への参拝は「Ａ級戦犯合祀」の問題も絡んでいる。

### 信教の自由

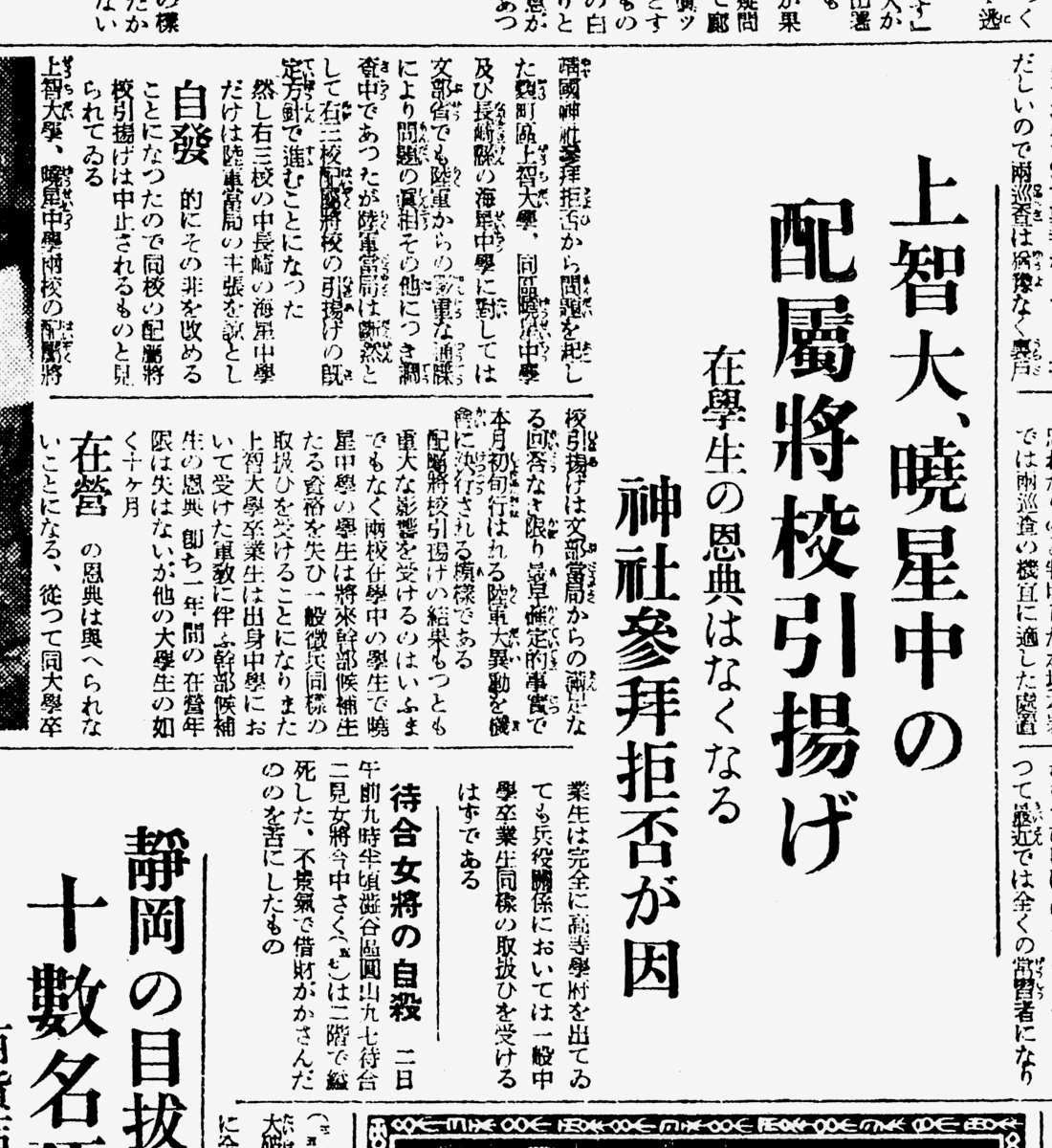
上智大、暁星中の配属将校引揚げ（『東京朝日新聞』 1932年12月3日付夕刊2面）

1889年、大日本帝国憲法第28条では「信教ノ自由」を記載したが、明治政府は神社神道を「国家の祭祀」であり宗教ではないとし、臣民の義務とした（いわゆる国家神道）。1891年、植村正久はキリスト教徒の靖国神社参拝問題を提起した。さらに1932年、上智大生靖国神社参拝拒否事件が発生した。
1946年、靖国神社は宗教法人となり、1947年の日本国憲法第20条では信教の自由と政教分離原則が規定された。このため1964年以降の靖国神社法案は、国家護持の代わりに宗教色を薄める案となり、議論となった。
靖国問題に関する訴訟では、原告側の多くは玉串料の公費支出や、首相などの参拝、遺族側の意思に沿わない合祀、政府による合祀への協力などを、信教の自由や政教分離原則に対する侵害であると主張している。これに対して靖国神社側などは、社会一般に認められた範囲内であり合憲である、神社側にも宗教の自由があり国からの強制は受けない、合祀は遺族の不利益とは言えない、などと主張している。
これに対し司法は、遺族に無断での合祀が「耐え難い苦痛」と認めながらも、靖国神社側の宗教行為の自由や霊璽簿等の非公開を理由に、靖国神社側の行為は違法と言えないと棄却したが、合祀に国が協力した行為は政教分離原則違反で違憲であると判断している。
また日本では、信教の自由は、「何人に対しても」これを保障するとされているため、政治家であっても宗教および思想について制限を加えることができないとする考え方が一般的であり、司法判断においても私的参拝を憲法違反としたものはない。但し首相の靖国参拝について、これは公式参拝であり故に国民の宗教人格権を侵害していると裁判で争われた。その中で地裁・高裁レベルで公的参拝だと傍論で判断されているものはあるが、国民の宗教人格権の侵害については認めず、いずれの判決でも賠償請求を棄却している（詳しくは靖国問題に関する訴訟を参照）。

### 宗教性
日本では、宗教性の有無に関して「参拝は宗教的行為ではなく、習俗的行為であるから政教分離原則には抵触しない」とする主張と、「参拝は宗教的行為であるから問題である」とする主張が対立している。玉串料などを公費で支出することについては最高裁に於いて違憲判決が確定している。
首相の公式参拝について、神道形式に則った参拝が「憲法20条との関係で違憲の疑いを否定できない」という認識は1980年（昭和55年）の政府見解でも確認されたが、後の1985年（昭和60年）中曽根康弘内閣当時に発足した「閣僚の靖国神社参拝問題に関する懇談会」は「宗教色を薄めた独自の参拝形式をとる事により公式参拝は可能」と判断、その方法であれば「首相の参拝は宗教的意義を持たないと解釈できる」とし、「憲法が禁止する宗教的活動に該当しない」との政府見解が出された 。首相の参拝行為の宗教性について幾つかの裁判で争われている。最高裁では憲法判断は成されていないが、地裁・高裁では傍論において公的参拝において違憲という判断がされている。公的参拝が合憲という判断は司法のいずれのレベルに於いてもこれまでされたことはない。

### 公人における公私の区別
公人においても公私を区別するべきだという論点がある。これは第66代総理であった三木武夫が1975年（昭和50年）8月15日、総理としては初めて終戦記念日に参拝した際に、私的参拝4条件（公用車不使用、玉串料を私費で支出、肩書きを付けない、公職者を随行させない）による「私人」としての参拝を行った。これに対し靖国神社法案を断念した神社本庁および日本遺族会は、「英霊にこたえる会」を結成して、「首相や閣僚による公式参拝」を要請する運動を展開する。靖国神社に対して玉串料などを公費で支出した参拝は、第72代総理であった中曽根康弘による1985年（昭和60年）の参拝が訴訟の対象となり（後述）、1992年（平成4年）の2つの高等裁判所判決で憲法の定める政教分離原則に反する公式参拝と認定され、これらが判例として確定、明確に違憲とされており、これ以降の議論は「私人」としての参拝が許容されるものであるかどうかを巡っての解釈の問題となっている。
「国政上の要職にある者であっても私人・一個人として参拝するなら政教分離原則には抵触せず問題がない」という意見がある。これは、公人であっても人権的な観点から私人の側面を強調視するもので、「首相個人の信仰や信念も尊重されるべきであり、参拝は私人とし行われているものであるならば問題がない」という立場をとっている。「アメリカのように政教分離をうたっていながら、大統領や知事就任式のときに聖書に手をのせ神に誓いをたてることは問題になったことは一度もない」ということも論拠の一つに挙げられている。
一方、「公用車を用い、側近・護衛官を従え、閣僚が連れ立って参拝し、職業欄に『内閣総理大臣』などと記帳するという行為は公人としてのそれであり、政教分離原則に抵触する」という意見がある。こちらは、実効的な観点を重く取り上げ、「首相が在職中に行う行為は私的であっても、多少の差はあれ、全て政治的実効性を持つため、私的参拝であっても靖国神社に実質的に利益を与えるものだ」として問題があるとしている。
第87 - 89代総理・小泉純一郎は、2001年（平成13年）8月13日の首相就任後最初の参拝をした後、公私の別についての質問に対し「公的とか私的とか私はこだわりません。総理大臣である小泉純一郎が心を込めて参拝した」と述べた。これ以降、特にこの論点が大きくクローズアップされている。但し福岡地裁の判決後は私的参拝であると表明している。

小泉純一郎首相による参拝以降、参拝客が急増した現象についてはマスメディアの報道が大きく影響しているとの意見もある。

## 靖国問題に関する訴訟
靖国問題を取り上げた主要な訴訟としては、玉串料公費支出訴訟、首相公式参拝訴訟、合祀取消訴訟などがある。

### 玉串料公費支出訴訟
住民訴訟として争われた訴訟類型のものである。
岩手県靖国神社訴訟
1979年（昭和54年）12月19日、岩手県議会が国に靖国神社公式参拝を実現するよう意見書を採択し、政府に陳情書を届けたことと、1962年（昭和37年）から靖国神社の要請で玉串料や献灯料を支出していたことは、政教分離原則に反するとして、その費用を返還するよう住民らが提訴した。1987年（昭和62年）3月5日、盛岡地方裁判所は合憲判決を示し、住民らの訴えを全面的に退けた。1991年（平成3年）1月10日、仙台高裁（糟谷忠男裁判長）は、判決主文にて住民側の控訴に対して被告の岩手県への公費返還請求を棄却したが、公式参拝・玉串料公費支出は違憲であるという傍論を示した。
勝訴したが違憲とされた県は、違憲とする傍論が示されたのは不利益で、最高裁で判断を仰ぐ必要があるとして上告した。仙台高裁は不適法として却下した。県は高裁の決定を不服として特別抗告したが、最高裁第2小法廷は「抗告の理由がない」として棄却した。
愛媛県の玉串料訴訟
愛媛県知事が靖国神社に対し玉串料を「戦没者の遺族の援護行政のために」毎年支出した事に対し、政教分離原則に反するとして、その費用を返還するよう住民らが求めた。1審の松山地方裁判所は違憲判決、2審の高松高等裁判所は「公金支出は社会的儀礼の範囲に収まる小額であり、遺族援護行政の一環であり宗教的活動に当たらない」として合憲判決を示した。しかし、1997年（平成9年）最高裁判所は政教分離原則の一つとなった目的効果基準により違憲判決を出し、確定した。

### 首相公式参拝訴訟
国賠訴訟として争われた訴訟類型のものである。

#### 中曽根首相公式参拝訴訟
中曽根康弘首相（当時）が1985年（昭和60年）8月15日に公式参拝したことに対する訴訟である。最高裁は、かかる公式参拝は憲法20条3項、同89条に違反する疑いがあるとしたが、本件公式参拝が憲法に違反するとしても、法律上、保護された具体的な権利ないし法益の侵害を受けたことはないし、また、慰謝料をもって救済すべき損害を被ったこともなく、損害賠償を求めることはできないとした。
中曽根は首相在任中に10回にわたり参拝しているが、1985年（昭和60年）8月14日に、正式な神式ではなく省略した拝礼によるものならば閣僚の公式参拝は政教分離には反しないとこれまでの政府統一見解を変更し、1985年（昭和60年）に閣僚とともに玉串料を公費から支出する首相公式参拝を行った。
中曽根は1985年（昭和60年）8月15日以後は参拝をしていないが、その理由について翌1986年（昭和61年）8月14日の官房長官談話において、公式参拝が日本による戦争の惨禍を蒙った近隣諸国民の日本に対する不信を招くためとしている。中曽根は後に、自身の靖国参拝により中国共産党内の政争で胡耀邦総書記の進退に影響が出そうだという示唆があり、「胡耀邦さんと私とは非常に仲が良かった。」「それで胡耀邦さんを守らなければいけないと思った。」と述べている。
九州靖国神社公式参拝違憲訴訟
1992年（平成4年）2月28日、福岡高等裁判所は、九州靖国神社公式参拝違憲訴訟で、目的効果基準により公式参拝の継続が靖国神社への援助、助長、促進となり違憲と判示した。
関西靖国公式参拝訴訟
1992年（平成4年）7月30日には、大阪高等裁判所が、関西靖国公式参拝訴訟で、公式参拝は一般人に与える効果、影響、社会通念から考えると宗教的活動に該当し、違憲の疑いありと判示した。

#### 小泉首相参拝訴訟
小泉純一郎首相（当時）が2001年（平成13年）8月13日に秘書官同行の上公用車で靖国神社を訪れ「内閣総理大臣小泉純一郎」と記帳、献花代3万円を納め参拝した。この参拝に対する訴訟では地裁・高裁判決において公的参拝判断がなされた時に違憲判断がされたケースがあったが、傍論で述べられたものであり主文で原告敗訴としているので、政府はこのことを不満として上訴することができないと判断し、原告も上訴しなかった為判決は確定した（傍論#下級裁判所における「ねじれ判決」を参照のこと）。原告側が上告した裁判では、最高裁が憲法判断を避けたため、憲法判断がされることはなかった。地裁・高裁判決においても公的参拝が合憲だとされたケースはない。賠償請求についてはいずれも棄却されている。福岡地裁判決を受けた小泉首相は記者団の質問に「私的な参拝と言ってもいい」と語り、公私の区別をあえてあいまいにしてきた従来の姿勢を転換させた。
| 裁判所           | 判決年日                         | 参拝は公的か私的か | 憲法判断 | 賠償請求 |
| ---------------- | -------------------------------- | ------------------ | -------- | -------- |
| 大阪地裁（一次） | 2004年2月27日（村岡寛裁判長）    | 公的               | －       | ×        |
| 松山地裁         | 2004年3月16日（坂倉充信裁判長）  | －                 | －       | ×        |
| 福岡地裁         | 2004年4月7日（亀川清長裁判長）   | 公的               | 違憲     | ×        |
| 大阪地裁（二次） | 2004年5月13日（吉川慎一裁判長）  | 私的               | －       | ×        |
| 千葉地裁         | 2004年11月25日（安藤裕子裁判長） | 公的               | －       | ×        |
| 那覇地裁         | 2005年1月28日（西井和徒裁判長）  | －                 | －       | ×        |
| 東京地裁         | 2005年4月26日（柴田寛之裁判長）  | －                 | －       | ×        |
| 大阪高裁（一次） | 2005年7月26日（大出晃之裁判長）  | －                 | －       | ×        |
| 東京高裁         | 2005年9月29日（浜野惺裁判長）    | 私的               | －       | ×        |
| 大阪高裁（二次） | 2005年9月30日（大谷正治裁判長）  | 公的               | 違憲     | ×        |
| 高松高裁         | 2005年10月5日（水野武裁判長）    | －                 | －       | ×        |

福岡地方裁判所判決
2004年（平成16年）4月7日福岡地方裁判所（裁判長亀川清長）は原告の損害賠償請求を棄却した。しかし傍論において首相の参拝について政教分離に違反し違憲と述べた。総理大臣の公式参拝を傍論で違憲とする判断は1991年（平成3年）の仙台高裁判決に次いで二例目であった（下級裁判所が傍論で違憲を論じる問題点については傍論#下級裁判所における「ねじれ判決」を参照）。
2004年（平成16年）10月21日、福岡地裁判決が傍論において「参拝は違憲」としたことに対し、国民運動団体「英霊にこたえる会」（会長:堀江正夫元参院議員）が国会の裁判官訴追委員会に裁判を担当した3裁判官の罷免を求める訴追請求状6036通を提出した。請求状によれば、訴追理由について「判決は（形式上勝訴で控訴が封じられ）被告の憲法第32条『裁判を受ける権利』を奪うもので憲法違反」、「政治的目的で判決を書くことは越権行為。司法の中立性、独立を危うくした」としている（弾劾裁判も参照）。
千葉地方裁判所判決
千葉県内の戦没者遺族や宗教家ら39人からなる原告は、この参拝は総理大臣の職務行為として行なわれており、政教分離を定めた憲法に違反すると主張。小泉首相と国に1人当たり10万円の損害賠償を求めていた。
2004年（平成16年）11月25日、千葉地方裁判所（裁判長：安藤裕子）は、参拝は公務と認定し、原告の慰謝料請求を棄却した。判決では、公用車や内閣総理大臣の肩書きを用いたりしているため、参拝は客観的に見て職務であると認定し、また公務員個人には国家賠償法における責任はないとした。また「信教の自由や、静かな宗教的な環境で信仰生活を送るという宗教的人格権を侵害された」として慰謝料の支払いを求めた原告側に対し、「信仰の具体的な強制、干渉や不利益な扱いを受けた事実はなく、信教の自由の侵害はない。宗教的人格権は法的に具体的に保護されたものではない」として退けた。
東京高等裁判所判決
2005年（平成17年）9月29日、東京高等裁判所（浜野惺（しずか）裁判長）は1審の千葉地裁判決を支持、原告側控訴を棄却した。ただし1審千葉地裁判決は、首相の参拝を「職務行為」と認定したが、この2審判決では、参拝は小泉首相の「個人的な行為」と認定した。また、参拝は職務行為ではないため、原告側主張は前提を欠くとした。以下、判決理由。
1. 神社本殿での拝礼は、個人的信条に基づく宗教上の行為、私的行為として首相個人が憲法20条1項で保障される信教の自由の範囲。故に礼拝行為が内閣総理大臣の職務行為とは言えない。
2. 献花代は私費負担。献花一対を本殿に供えた行為は、私的宗教行為ないし個人の儀礼上の行為。いずれも個人の行為の域を出ず、首相の職務行為とは認められない。
3. 「内閣総理大臣小泉純一郎」と記帳した行為は、個人の肩書を付したに過ぎない。
4. 神社参拝の往復に公用車を用い、秘書官とSPを同行させた点。総理大臣の地位にある者が、公務完了前に私的行為を行う場合に必要な措置。これをもって一連の参拝行為を職務行為と評価することは困難。
5. 1982年4月17日の閣議決定により、毎年8月15日が「戦没者を追悼し平和を祈念する日」とされ、2001年8月15日も全国戦没者追悼式が実施。しかし参拝は13日であり、政府追悼式と一体性を有さない。

※ 2005年9月29日付け 『東奥日報』掲載「靖国訴訟判決要旨」（共同通信配信）に加筆修正。
大阪高等裁判所判決(二次)
2005年（平成17年）9月30日、大阪高等裁判所（大谷正治裁判長）は小泉首相の参拝をめぐる訴訟としては高裁段階で初の違憲判断を示した。判決は、参拝は「総理大臣の職務としてなされたものと認めるのが相当」と判断。さらに、参拝は「極めて宗教的意義の深い行為」であったと認定し違憲と結論付けた。一方で、信教の自由などの権利が侵害されたとは言えないとして、賠償は認めなかった。原告は上告せず、判決は確定した。

### 遺族による合祀取消訴訟
遺族による靖国神社合祀取消訴訟（霊璽簿等抹消訴訟）には以下などがある。

#### 大阪訴訟
2006年8月、合祀された戦没者の遺族である浄土真宗本願寺派僧侶の菅原龍憲ら8名、およびカトリック司祭の西山俊彦が、靖国神社及び国に対して合祀取消と損害賠償を求めて訴訟した。菅原龍憲らは訴状で「敬愛追慕の情を基軸とする人格権」への侵害などを主張した。西山俊彦は「信教の自由」への侵害などを主張した。2010年12月、大阪高裁は菅原龍憲らによる控訴に対し、遺族に無断での合祀が「耐え難い苦痛」と認めながらも、靖国神社側の宗教行為の自由や霊璽簿等の非公開を理由に、靖国神社側の行為は違法と言えないと棄却したが、合祀に国が協力した行為は政教分離原則違反で違憲であると判決した。2011年11月、最高裁により確定した。

#### 沖縄訴訟
合祀された戦没者の遺族5名が、靖国神社及び国に対して、合祀取消と損害賠償を求めて訴訟した。2010年10月、那覇地裁は原告の請求を棄却した。2011年9月、福岡高裁での控訴審では、原告が「合祀を受け入れがたいことは理解し得る」としつつも、「神社の教義や宗教的行為は、他者に対する強制や不利益の付与がない限り、信教の自由として保障される」と判示した。

#### 韓国人遺族による訴訟
2011年7月、日本人軍人・軍属として徴用され戦死した韓国人遺族が合祀取消と損害賠償を求めた訴訟で、東京地裁は原告敗訴の判決を行った。
また上記とは別の訴訟で、2011年11月、日本人軍人・軍属として徴用され戦死した韓国人遺族が合祀取消と損害賠償を求めた訴訟で、最高裁は上告棄却（原告敗訴）の判決を行った。

## 天皇の親拝問題

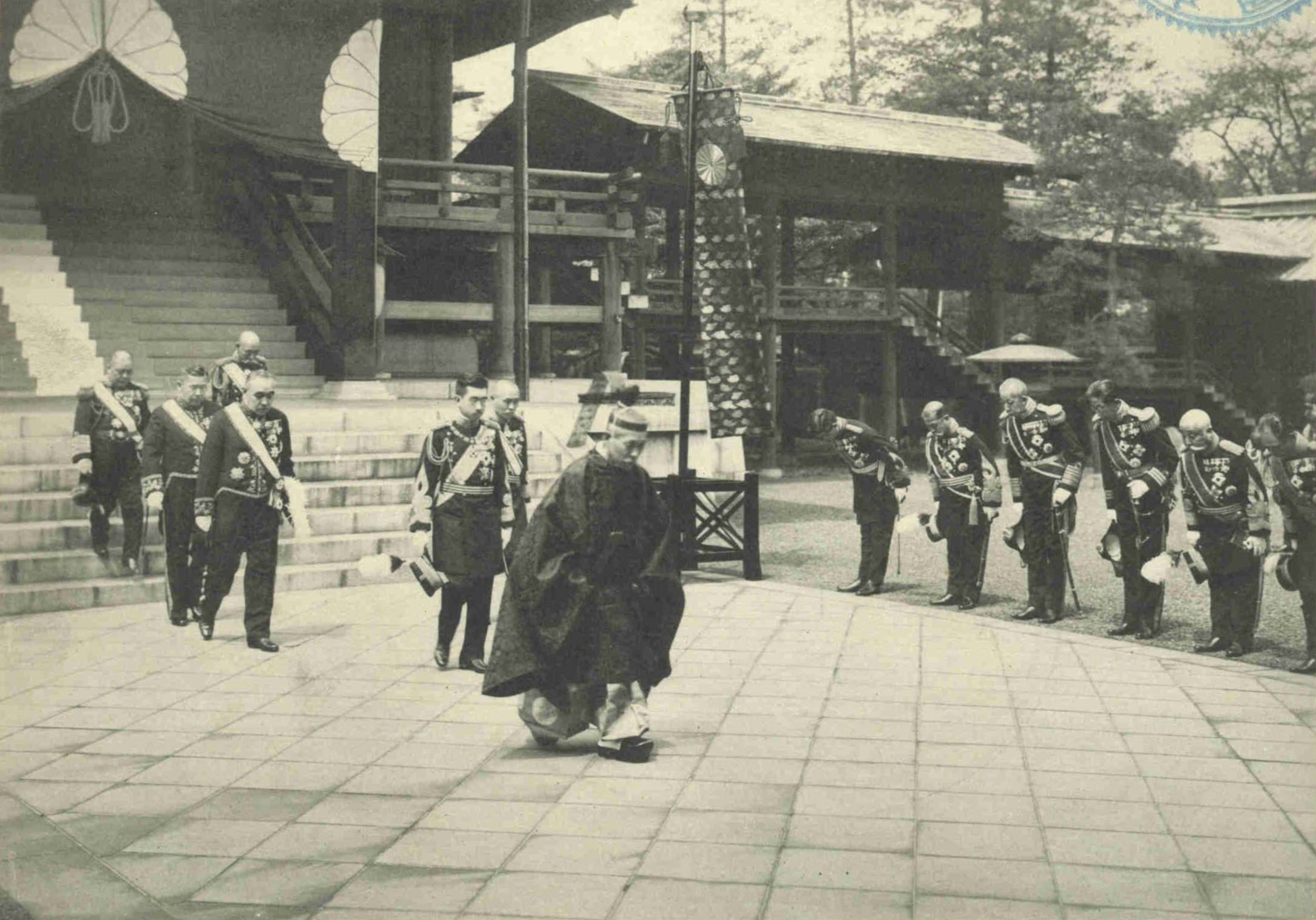
昭和天皇の靖国神社親拝（1934年）

昭和天皇は、戦後は数年置きに計8度（1945年11月20日臨時大招魂祭・1952年10月16日・1954年10月19日例大祭・1957年4月23日例大祭・1959年4月8日臨時大祭・1965年10月19日臨時大祭・1969年10月20日創立100年記念大祭・1975年）靖国神社に親拝したが、1975年（昭和50年）11月21日を最後に、親拝を行っていない。この理由については、昭和天皇がA級戦犯の合祀に不快感をもっていたからという仮説があったが具体的な物証は見つかっていなかった。しかし、宮内庁長官を務めた富田朝彦が1988年（昭和63年）に記した「富田メモ」、及び侍従の卜部亮吾による「卜部亮吾侍従日記」に、これに符合する記述が発見された。平成時代も天皇による親拝中止は続いていた。なお、例大祭の勅使参向と内廷以外の皇族の参拝は行われている。
戦後、歴代総理大臣は在任中公人として例年参拝していたが、1975年（昭和50年）8月、三木武夫首相は「首相としては初の終戦記念日の参拝の後、総理としてではなく、個人として参拝した」と発言。同年を最後に天皇の親拝が行なわれなくなったのは、この三木の発言が原因であると言われていた。しかし、2006年になって「富田メモ」に、昭和天皇がA級戦犯の合祀を不快に思っていたと記されていたことがわかった。以下は該当部分。
日本経済新聞社「富田メモ研究委員会」は「他の史料や記録と照合しても事実関係が合致しており、不快感以外の解釈はあり得ない」と結論付けた。
他の資料として有名なものに卜部亮吾侍従日記がある。
- 1988年4月28日の日記には「お召しがあったので吹上へ 長官拝謁のあと出たら靖国の戦犯合祀と中国の批判・奥野発言のこと」
- 2001年7月31日の日記には「靖国神社の御参拝をお取り止めになった経緯 直接的にはA級戦犯合祀が御意に召さず」
- 2001年8月15日の日記には「靖国合祀以来天皇陛下参拝取止めの記事 合祀を受け入れた松平永芳（宮司）は大馬鹿」

と記述されている。
富田メモ以降、合祀問題を原因とする解釈が現在のところは有力ではないかとされる事が一般的には多い。また、徳川義寛侍従長の回顧録などによれば、昭和天皇や宮内庁は、松岡洋右（外交官）、広田弘毅（外交官）、白鳥敏夫（外交官）ら文人の合祀に疑問を呈しており、その中でも松岡洋右は「日米開戦の張本人」として特に問題視されている。
天皇が親拝を止めた原因をA級戦犯の合祀とする見解への反論も存在する。
櫻井よしこは、メモに「Pressの会見」と題がつけられ、富田と覚しき人物が「記者も申しておりました」と会見での記者の反応も書き記していることから、記者会見のメモだと思われるとし、メモ執筆当日の4月28日に昭和天皇が会見していない事実を挙げ、富田が書きとめた言葉の主が、昭和天皇ではない別人の可能性もあると主張している。また、『産経新聞』は、「昭和天皇がA級戦犯の何人かを批判されていたとの記述があったとしても、いわば断片情報のメモからだけで、合祀そのものを“不快”に感じておられたと断定するには疑問が残る」「合祀がご親拝とりやめの原因なら、その後も春秋例大祭に勅使が派遣され、現在に至っていることや、皇族方が参拝されていた事実を、どう説明するのか」という疑問を呈している。
昭和天皇の側近で、戦後「A級戦犯」に指定された木戸幸一元内大臣に対し昭和天皇が、「米国より見れば犯罪人ならんも我国にとりては功労者なり」と述べたとの記述が『木戸日記』にあり、鈴木貫太郎内閣の内閣書記官長だった迫水久常によれば、昭和天皇はポツダム宣言受諾に関する御前会議（8月9日～10日）において、次のように発言した。

## 合祀の問題

### 日本人遺族の合祀への異議
訴訟以外では1968年以降のプロテスタント牧師・角田三郎、および「キリスト教遺族の会」による「霊璽簿抹消要求」があるが、靖国神社は要求を拒否し、その際に池田良八権宮司が「天皇の意思により戦死者の合祀は行われたのであり、遺族の意思にかかわりなく行われたのであるから抹消をすることはできない」と説明した。これは以後、同様の要求に対する靖国神社側の一貫した対応となった。

### A級戦犯合祀問題
第二次世界大戦後の極東国際軍事裁判（東京裁判）において処刑された人々（特にA級戦犯）が、1978年（昭和53年）10月17日に国家の犠牲者『昭和殉難者』として合祀されている。

### 旧日本外地出身の軍人軍属の合祀
第二次大戦期に日本兵として戦った朝鮮人日本兵や台湾人日本兵（軍属を含む）も多数祀られているが、中には生存者が含まれていたり、遺族の一部からは反発も出ている。
2001年（平成13年）6月29日、韓国や台湾の元軍人軍属の一部遺族計252名が、日本に対し戦争で受けた被害として24億円余の賠償金を求めた裁判（原告敗訴）で、原告の内55人は「戦死した親族の靖国神社への合祀は自らの意思に反し、人格権の侵害である」として、合祀の取り消しを求めた。
2003年2月17日には、小泉靖国参拝・高砂義勇隊合祀反対訴訟の原告団長として高金素梅・台湾立法委員が代表となり訴訟を起こした。

### 旧幕府軍・西郷軍 合祀問題
徳川康久宮司が、合祀は「無理」としながらも「向こう（明治政府軍）が錦の御旗を掲げたことで、こちら（幕府軍）が賊軍になった」と発言したことを受けて、明治維新や西南戦争で賊軍とされた旧幕府軍や奥羽列藩同盟、西郷隆盛らの戦死者も立場は違えど国の為を思い命を落としたのだから靖国神社に合祀すべきであると亀井静香や石原慎太郎らが運動している。

## 問題解決への提案
いわゆる靖国神社問題への解決案としては、多数の立場・観点から、多数の提案や議論が行われている。

### 靖国神社廃止案
1945年10月13日、石橋湛山は『東洋経済新報社論』で「靖国神社廃止の議」を発表した。石橋は、靖国神社を「我が国に取っては大切な神社であった」としながらも、「我が国の国際的立場」、今後の祭祀祭典の実現可能性、国民の感情、「少なくとも満州事変以来軍官民の指導的責任の位地に居った者」の責任などを列挙し、靖国神社の廃止を主張した。

### A級戦犯分祀案
A級戦犯合祀に対しては、A級戦犯の国際的および国内的な扱い、靖国神社による合祀の妥当性、合祀取消としての「分祀」の可能性や是非、靖国神社側の自主的な対応の可能性、国から靖国神社への要求の可能性、などが議論となっている。
A級戦犯の扱い
いわゆるA級戦犯は、極東国際軍事裁判で戦争犯罪人と判決確定し、その後日本政府はサンフランシスコ講和条約 を結び、その第11条において「日本国は、極東国際軍事裁判所並びに日本国内及び国外の他の連合国戦争犯罪法廷の裁判を受諾し」とあり、国際的（日本を含む）には戦争犯罪人であることは確定している。その発効後1952年6月以降、条約の第11条に基づいて極東国際軍事裁判に参加した全ての国の政府と交渉し、国会決議等により服役中の受刑者に対する恩赦と刑の執行終了・釈放の合意を形成し、生存していたA級戦犯者10名を含め全員を恩赦により刑の執行を終了し釈放した。但し刑期満了者は恩赦・減刑のしようがなく、靖国神社に合祀されている14名のうち死刑により刑の執行が満了している者7名（うち松井はB級戦争犯罪として）、収監中に死亡した者7名（うち平沼は釈放後の死去として）については死亡により権利能力を喪失したため恩赦・減刑の対象にはなり得ない（恩赦・減刑とは無罪とすることと異なる為）。
1952年、恩給法改正では受刑者本人の恩給支給期間に拘禁期間を通算すると規定され、戦犯拘禁中の死者はすべて「法務死」とされた。1978年（昭和53年）秋、靖国神社にいわゆるA級戦犯が「昭和殉難者」として合祀された。翌1979年4月19日に新聞各紙が合祀を一斉に報道した。また2005年10月25日の衆議院において、当時の小泉内閣は、政府は第二次大戦終結後の極東国際軍事裁判所やその他の連合国戦争犯罪法廷の判決により、A級・B級・C級の戦争犯罪人として有罪判決を受けた軍人、軍属らが死刑や禁固刑などを受けたことについて、「我が国の国内法に基づいて言い渡された刑ではない」と回答し、戦犯の名誉回復については「名誉」および「回復」の内容が明確ではないという理由で回答を避けた。
上記経緯の解釈として、以下を含めた議論が続いている。
- 極東国際軍事裁判や判決は公正であったか。いずれにしても戦争責任は無いのか。
- サンフランシスコ講和条約は、裁判全体を受諾したのか、単に判決結果のみを受諾したのか。
- 恩給法改正は、単なる遺族救済なのか、本人が名誉回復されたのか。
- 昭和天皇はA級戦犯合祀に不快感を抱いたかどうか（富田メモの解釈）。

この国際的な意味での戦争犯罪人であることと、国内的には法務死とされていること、この齟齬が国内外でのA級戦犯合祀に対する認識の差になっている側面がある（但しA級戦犯であった者でもその後国内外で活躍した者もいる）。その側面の解決の方法として提案されているものである。
A級戦犯合祀を不当または不適当とする立場からは、「合祀取消」による現状復旧案として分祀または廃祀案がある。
靖国神社の意見
靖国神社側はA級戦犯分祀案について「神道では分祀では分離できない、神はひとつになっており選別もできない」として、神道における分祀（分霊）とは、全国に同じ名前を冠する神社があちらこちらにあるように、ある神社から勧請されて同じ神霊をお分けする事であり、元の祭神と同一のものがまた別に出来上がること（いわゆるコピー）なので「分離」にはならない。また、一旦合祀した個々の神霊を遷すことはありえない。仮に全遺族が分祀に賛成しても分祀出来ないと答えている。
他の意見
- 1979年、春の例大祭で総理大臣大平正芳は参拝し、「A級戦犯あるいは大東亜戦争というものに対する審判は歴史がいたすであろう」と答えた[75]。
- 戦後の靖国神社は一民間の宗教法人であり、どのような考え方で祭祀を行っても自由であり、国家や政治が介入して分祀を迫ることは、政教分離の原則に反しできない[76]。1986年には神道政治連盟が分祀要請は憲法違反として抗議した[76]。
- 哲学者の高橋哲哉は靖国神社は他の神社と異なるし、分祀の拒否は「日本の神社神道の古来の伝統ではない」として、分祀は不可能ではなく、靖国神社と遺族がそれを了承すれば済むと主張している[76]。ただし、高橋はA級戦犯の分祀は戦争責任問題を矮小化するものであり、A級戦犯をスケープゴートにすることは昭和天皇が免責された東京裁判と構図が瓜二つであるとも批判している[76][77]。また高橋は、野中広務内閣官房長官（当時）が1999年8月に「誰かが戦争の責任を負わなくてはならない」という発言についても戦争責任問題を矮小化する発言であり、その場の状況に流されて発言したことは御都合主義として批判している[77]。また毎日新聞は分祀とは「祀る対象から外す」ことであり、可能だと主張している[78]。
- 2006年に韓国の聯合ニュースは、仮にA級戦犯を外す事ができても、政治問題化が解消しないならば、意味が無いと主張した[79]。

- 2015年8月に、靖国神社は共同通信社の質問に対して「自衛官が戦死しても靖国神社に祀ることはしない」と回答した[80]。

### 国立追悼施設の設置
国家的な常設の戦没者追悼施設は必要だが、靖国神社では歴史的・宗教的・国際的などの問題があると考える立場からは、靖国神社に代わる国立の追悼施設を設置するという提案されており、それへの反対意見を含め、議論が存在している。
靖国神社は常設の施設であるが、戦後は一宗教法人であり、国立ではなく、神道の神社であり、戦前の国家神道や戦後のいわゆるA級戦犯合祀問題への議論が存在している。靖国神社を国家管理の施設に復活させる案として靖国神社法案が国会に提出されたが、宗教色を薄める内容への反対もあり廃案となった。A級戦犯の「分祀」は「不可能」として靖国神社が拒否している。
隣接する千鳥ケ淵戦没者墓苑は国立の無宗教形式の施設であるが、納められているのは引き取り手がない無名戦士の遺骨のみであり、戦死者全体を追悼・慰霊する場ではない。
1952年以降、全国戦没者追悼式が毎年開催され、特定の宗教によらない形で天皇、内閣総理大臣、衆参議長、最高裁判所長官なども出席している。対象は民間の空襲被災者なども含むが、常設の施設ではない。なお1964年は靖国神社で開催されたがスペースの問題もあり、以後は日本武道館で開催されている。
以上の現状を前提に、国が公式に戦士・戦没者を追悼する常設の施設が必要との立場からは、新たな国立追悼施設が必要との意見があり、その中には千鳥ケ淵戦没者墓苑の拡充案もある。なお国立追悼施設設置論は靖国神社廃止論ではない（そもそも民間の一宗教法人を国家が廃止するなど信教の自由上不可能である）。ただし現在、民間の一宗教法人である靖国神社に国家の公式の追悼・慰霊の役割を担わせることそのものは、津地鎮祭訴訟で示された目的効果基準に照らし政教分離の原則に反し憲法違反である（愛媛県靖国神社玉串料訴訟）。
公明党は「日本国民も外国要人も天皇陛下もわだかまりなく、心から戦没者を追悼できるような施設のあり方を検討してもいいのではないか」と「国立追悼施設」に賛成している。2001年、小泉純一郎政権時代に首相官邸において、戦没者追悼施設の在り方、必要性、既存施設との関係について議論するため「追悼・平和祈念のための記念碑等施設の在り方を考える懇談会」が設けられ、2002年に報告書が出された。また2005年、超党派の議員連盟の国立追悼施設を考える会が発足した。
なお、他国の国立追悼施設にはアメリカ合衆国のアーリントン国立墓地他にイギリス連邦のコモンウェルス戦争墓地委員会、中華人民共和国の人民英雄紀念碑、韓国の国立ソウル顕忠院や戦争記念館 (韓国)、北朝鮮の愛国烈士陵、インドネシアのカリバタ英雄墓地などがある。
アメリカ合衆国のアーリントン国立墓地は南北戦争時に作られたが、北軍南軍双方の兵士が埋葬されている。国が決めた埋葬基準を満たした中での希望者が埋葬され、敷地内の教会はキリスト教だが、埋葬や慰霊・追悼の際には、キリスト教形式に限らずどの宗教形式でも、あるいは無宗教の形式でも、本人や遺族が自由に選択できる。一方、靖国神社は東京招魂社として戊辰戦争後に作られたが祀られているのは維新政府軍のみであり、幕軍側や旧士族の反乱（西南戦争など）の死者などは祀られていない。現在は民間の一宗教法人であり、国との公的関わりはなく、生前の本人の宗教信仰に関わりなく合祀されるが、合祀の形式は神道形式に限られる。その祀られる基準は靖国神社が定め、事前に遺族などに合祀の同意を求めず、遺族などが合祀を取り消しまたは合祀を求めてもそれには応じず、そういったことと無関係に勝手に祀るものである。
合祀されたA級戦犯14名の中でも広田弘毅の遺族・孫の弘太郎は「合意した覚えはない。今も靖国神社に祖父が祀られているとは考えていない」と話した。靖国に絡むこれらの思いは「広田家を代表する考え」としている。
2013年5月訪米時に安倍晋三首相が「日本人が靖国神社を参拝するのは米国人がアーリントン墓地を参拝するのと同じ」と『フォーリンアフェアーズ』紙に答えた。それに対し韓国の『中央日報』は「アーリントンが国民統合と和解の象徴なら、靖国は戦死者を顕彰する軍国主義の象徴にすぎない」として批判した。2013年10月3日、米国のジョン・ケリー国務長官とチャック・ヘーゲル国防長官は千鳥ヶ淵戦没者墓苑を訪れ、献花した。千鳥ヶ淵戦没者墓苑によると、この訪問は日本の招待ではなく米国側の意向であった。同行した米国防総省高官は記者団に対し、千鳥ヶ淵戦没者墓苑はアーリントン国立墓地に「最も近い存在」だと説明した。ケリーとヘーゲルは「日本の防衛相がアーリントン国立墓地で献花するのと同じように」戦没者に哀悼の意を示したと述べた。安倍が5月に訪米した際、靖国神社を米国のアーリントン国立墓地になぞらえたことに対する牽制とみられる。その後2013年12月に安倍が参拝すると菅官房長官は記者会見で「無宗教の国立追悼施設の建設構想については『国民に理解され、敬意を表されることが極めて大事なことだ。国民世論の動向を見極めながら慎重に検討することが大事だ』と述べ、現時点では取り組む考えがないことを示唆した」。また安倍も参院予算委員会で「多くのご遺族の方々がどう思われるかが大変大きな問題だ」と新施設に慎重姿勢を示した。また首相側近の萩生田光一総裁特別補佐は「新施設は決して無駄とは思わないが、靖国への思いとは異なる」と指摘した。公明党は2013年12月に安倍の参拝をうけて「どのような立場の人もわだかまりなく追悼できる施設」を提案した。
日本遺族会は「靖国神社に代わる新たな追悼施設は認めない」との立場で、設置不要派である。
元陸軍少尉・小野田寛郎は、「死んだら神さまになつて会おう」と約束した場所が靖国神社であり、戦後その靖国神社を国家が守らないことに対して、「国は私たちが死んだら靖国神社に祀ると約束しておいて、戦争に負けてしまったら、靖国など知らないというのは余りにも身勝手」という見解を示し、靖国神社とは全く別の追悼施設を作るというのは、「死んだ人間に対する裏切り」行為だと批判している。

### 霊璽簿
靖国神社では、戦没者としていったん合祀されたものの後になって生存していることが明らかになった場合、祭神簿に「生存確認」との注釈を付けるにとどめ、霊璽簿は削除・訂正しない。この処置は、後に生存が確認された横井庄一や小野田寛郎、そして韓国など海外の生存者についても同様である。また、この毎日新聞記事によれば「死亡していない以上、もともと合祀されておらず、魂もここには来ていない」と靖国神社は説明している。
霊璽簿を一切変更せずただ名前を追加するのみという靖国神社の態度は、生存者だけでなく内外の遺族の削除要求に対しても一貫している。
朝鮮戦争での殉職者合祀拒否問題
2006年（平成18年）9月2日付けの各紙報道によれば、朝鮮戦争中の1950年（昭和25年）10月に米軍の要請で北朝鮮元山市沖で掃海作業中、乗船していた掃海艇が機雷に触れ爆発、殉職した海上保安庁職員（当時21）の男性遺族(79)が、靖国神社合祀を申請していたが、神社側が合祀要請を拒否していたことが明らかになった。神社側は8月25日付回答書で「時代ごとの基準によって国が『戦没者』と認め、名前が判明した方をお祀りしてきた」「協議の結果、朝鮮戦争にあっては現在のところ合祀基準外」とした。海上保安庁は、日本国憲法が発効していたことから、遺族に口外を禁じ、事故記録も廃棄されたという。男性遺族は「戦後の『戦死者』第1号であり、神社には再考を求めたい」と話している。なお、この職員には、戦没者叙勲はされたものの、恩給は支給されていない。
特攻作戦に関与した海軍中枢部の将官のうち、終戦直後の8月15日に「オレも後から必ず行く」と言ってそれを実行した宇垣纏は、靖国神社に祀られていない。終戦直後に部下と共に特攻した（特別攻撃隊#日本海軍）行為が、停戦命令後の理由なき戦闘行為を禁じた海軍刑法31条に抵触するものであり、また、無駄に部下を道連れにしたことが非難されてもおり、部下も含め戦死者（あるいは受難者）とは認められていない。しかし、特攻作戦の命令を下した人物として自決により責任を取った、と評価する有識者の中からは、靖国神社に合祀すべきとの意見が出ている。そのため郷里である岡山県護国神社の境内には、彼と部下十七勇士の「菊水慰霊碑」が建立されている。

### その他の問題点
神道における教義上の問題
戦後、折口信夫は、神道における人物神は、特に政治的な問題について志を遂げることなく恨みを抱きながら亡くなった死者を慰めるために祀ったものであったものが（所謂御霊信仰を指す）、明治の神道はそのありかたを変転させ革命させており、その解釈があまりに近代神学一辺倒であって三界（仏教における迷いの諸世界）に充満する亡霊の処置をつけ切れていないのではないか（趣旨）と述べている。もっとも吉田神道の教義の下に豊国大明神（豊臣秀吉）や東照大権現（徳川家康）など祭礼されている例があり、明治以降には鍋島直正の佐嘉神社や山内一豊の山内神社など、恨みを抱いて亡くなったわけでもない古代以来幕末までの忠臣名将を祀る神社は各地に創建された。
哲学者の高橋哲哉は豊国大明神の廃祀の例や明治期の神仏分離などを挙げ、分祀や廃祀が出来ないとする靖国神社の見解に対して、日本の伝統的な日本神道のあり方に則れば可能であると主張している
祭神となる基準
戊辰戦争・明治維新の戦死者では新政府軍側のみが祭られ、賊軍とされた旧幕府軍（彰義隊や新撰組を含む）や奥羽越列藩同盟軍の戦死者は対象外。西南戦争においても政府軍側のみが祭られ、西郷隆盛ら薩摩軍は対象外（西郷軍戦死者・刑死者は鹿児島市の南洲神社に祀られている。）
軍人・軍属の戦死者・戦病死者・自決者が対象で、戦闘に巻き込まれたり空襲で亡くなった文民・民間人は対象外。また、戦後のいわゆる東京裁判などの軍事法廷判決による刑死者と勾留・服役中に死亡した者が合祀され、合祀された者の中に文民が含まれている。なお、「軍人・軍属の戦死者・戦病死者・自決者・戦犯裁判に於ける死者」であれば、民族差別・部落差別等の影響は一切無い。

## 日本における見解

### 日本政府の見解
日本政府は1951年連合国との講和条約（所謂「サンフランシスコ講和条約」）に署名し、その第11条において「日本国は、極東国際軍事裁判所並びに日本国内及び国外の他の連合国戦争犯罪法廷の裁判を受諾し」とあり、日本国も含めて国際的には戦争犯罪者であることは確定している。その条約発効後、条約の第11条に基づいて、極東国際軍事裁判に参加した全ての国の政府と交渉して、服役中の受刑者に対する恩赦と刑の執行終了・釈放の合意を形成し、刑の満了者及び服役中に死亡した者を除いて全員を恩赦により刑の執行を終了し釈放した。日本の国会は、国内・国外の軍事裁判で戦犯として有罪判決を受けた者は、国内法では犯罪者ではないと決議した。
- 1952年6月9日参議院本会議にて「戦犯在所者の釈放等に関する決議[95]」
- 1952年12月9日衆議院本会議にて「戦争犯罪による受刑者の釈放等に関する決議[96]」
- 1953年8月3日衆議院本会議にて「戦争犯罪による受刑者の赦免に関する決議[97]」
- 1955年7月19日衆議院本会議にて「戦争受刑者の即時釈放要請に関する決議[98]」
- 1956年（昭和31年）12月3日 - 逢澤寛・自由民主党衆議院議員が、「今度できるお墓」（1959年竣工の千鳥ケ淵戦没者墓苑）は全戦没者を対象とするものではないので政府として代表的慰霊施設との扱いはせず外国要人を招待しないよう要求する質問をして、小林英三厚生大臣がこれを受け入れている[99]。

2005年10月25日の衆議院において、当時の小泉内閣は、政府は第二次大戦終結後の極東国際軍事裁判所やその他の連合国戦争犯罪法廷の判決により、A級・B級・C級の戦争犯罪人として有罪判決を受けた軍人、軍属らが死刑や禁固刑などを受けたことについて、「我が国の国内法に基づいて言い渡された刑ではない」と回答し、戦犯の名誉回復については「名誉」および「回復」の内容が明確ではないという理由で回答を避けた。自らの参拝については「内閣総理大臣である小泉純一郎が参拝した」と公私の区別を曖昧にしていたが、福岡地裁判決を受けた小泉首相は記者団の質問に「私的な参拝と言ってもいい」と語り、公私の区別をあえてあいまいにしてきた従来の姿勢を転換させた。

### 政党の見解
自由民主党
党としての公式見解は決まっていない。議員の中には賛成派も反対派もいる。過去に11人の首相と多数の閣僚が参拝している。
立憲民主党
党としての公式見解は決まっていない。過去に首相経験者や閣僚経験議員が参拝したことはない。
国民民主党
党としての公式見解は決まっていない。議員の中には賛成派も反対派もいる。過去に閣僚経験議員が1人参拝している。
公明党
党としての公式見解は、靖国神社に対する批判派、靖国神社参拝は反対派。閣僚が参拝したことはない。
日本共産党
党としての公式見解は、靖国神社に対する批判派、靖国神社参拝は反対派。
社会民主党
党としての公式見解は、靖国神社に対する批判派、靖国神社参拝は反対派。閣僚が参拝したことはない。

### 日本遺族会の見解
2005年（平成17年）6月11日、日本遺族会会長で自由民主党の古賀誠ら幹部が、「首相の靖国神社参拝は有り難いが、近隣諸国への配慮、気配りが必要」との見解をまとめる。しかし、6月17日に遺族会会員から「方針転換し、参拝中止を求めるものではないか」と懸念の声が相次いだのを受け、「今後も総理大臣の靖国神社参拝継続を求め、靖国神社に代わる新たな追悼施設は認めない。A級戦犯の分祀は靖国神社自身の問題だ」とし、「総理は中韓両国首脳の理解を得るよう努力するべきだ。」という従来通りの方針を確認した。

### 経済界の見解
関西経済同友会
2006年（平成18年）4月18日、関西経済同友会は、「歴史を知り、歴史を超え、歴史を創る」と題した提言を発表。いわゆる歴史認識問題は、中韓両政権が国内体制維持に反日感情を利用している一方、日本側は、政府高官を含め、日本人自身が歴史を知らず、生煮えの歴史対話となっていると指摘。日本は、中韓両国とのより良き関係構築の観点から毅然とした態度で外交交渉に臨むことが肝要と述べ、靖国神社問題に関しては、日中国交正常化の原則に則り、相互内政不干渉とすべきで、この点は日韓間でも同様であると述べた。
経済同友会の見解
2006年（平成18年）5月9日、経済同友会は、「今後の日中関係への提言」を発表。日中両国首脳の交流再開の障害に小泉首相の靖国参拝があると指摘し、参拝の再考を求めた。これに対し首相は「商売のことを考えて行ってくれるなという声もたくさんあったが、それと政治は別だとはっきり断っている」と述べた。公明党の神崎武法代表は10日、経済の現場に悪影響が出始めたとの危機感を表明したが、小泉首相は10日夜「日中間の経済関係は今までになく拡大しているし、交流も深まっている」と参拝による影響を明確に否定した。2005年度の日中の貿易額は七年連続で増加し、過去最高になっており、記録を更新中と伝えられた（2006年4月）矢先のことであった。

### 宗教界の見解
神社本庁
2005年6月9日に発表した声明で、靖国神社は日本における戦没者慰霊の中心的施設であり、神社祭祀における「分祀」は「分離」とは異なり、首相は参拝すべきであり、いわゆる「A級戦犯」は国内法上の犯罪者ではなく、不公正な裁判であった、との見解を表明した。
新日本宗教団体連合会
信教の自由および政教分離原則の観点から、首相・閣僚の公式参拝に反対している。A級戦犯の合祀については、（一宗教法人としての）靖国神社の判断であるとして、問題視しないとしている。
全日本仏教会
公式・私的共に首相・閣僚の参拝に反対している。
日本キリスト教協議会
プロテスタント各教派の連合組織である日本キリスト教協議会は、首相・閣僚の靖国神社参拝に反対する多くのパンフレットを出版しており、たびたび抗議声明を発表している。
真宗教団連合
浄土真宗の連合組織である真宗教団連合は、首相・閣僚の靖国神社参拝にたびたび抗議声明を発表している。
創価学会
日本国憲法第20条の政教分離原則に抵触する恐れがあるとして、首相の参拝に反対している。
幸福の科学
首相の参拝に賛成している。また、参拝に反対する中国や韓国の主張については、日本における信教の自由に対する侵害であるとしている。信者が参拝することにも肯定的である。

### 新聞社の見解
読売新聞社
社としての公式見解は、靖国神社に対する批判派、靖国神社参拝は反対派。読売新聞グループ本社会長の渡邉恒雄は、「産経新聞以外の日本のメディアは戦争の責任と靖国神社等の問題について重要な共通認識をもっている」としている。渡邉自身、首相の靖国神社参拝には反対の立場を取っており、「日本の首相の靖国神社参拝は、私が絶対に我慢できないことである。すべての日本人はいずれも戦犯がどのような戦争の罪を犯したのかを知るべきである。」「今後誰が首相となるかを問わず、いずれも靖国神社を参拝しないことを約束しなければならず、これは最も重要な原則である。…もしその他の人が首相になるなら、私もその人が靖国神社を参拝しないと約束するよう求めなければならない。さもなければ、私は発行部数1000数万部の『読売新聞』の力でそれを倒す」と述べている。
朝日新聞社社としての公式見解は、靖国神社に対する批判派、靖国神社参拝は反対派。
毎日新聞社社としての公式見解は、靖国神社に対する批判派、靖国神社参拝は反対派。
産経新聞社社としての公式見解は、靖国神社に対する肯定派、靖国神社参拝は賛成派。『産経新聞』では、社説「主張」にて首相の靖国神社参拝（特に終戦の日の参拝）を強く要望しており、参拝しなかった歴代首相や参拝に否定的な政治家を批判している。2009年（平成21年）に麻生太郎首相が終戦記念日の参拝を見送ったことについても批判し、「再考を求めたい」と要望していた。同年8月31日におこなわれた第45回衆議院議員総選挙で自民党が大敗した際には、「麻生首相が靖国神社を終戦の日に参拝しなかったことへの国民の失望は大きかった」と論評した。また、国立追悼施設の建設に対しても反対の立場を取っている。

## 国外の公的機関による見解

### アメリカ政府
2013年12月26日の安倍晋三首相による靖国神社参拝について、駐日アメリカ合衆国大使館は「日本は大切な同盟国であり友人である」と前置きし、「米国は日本の指導者が近隣諸国との緊張を悪化させる行動を取ったことに失望している」、「日本と近隣諸国が地域の平和と安定の我々の共通の目標を推進する中での協力を促進するための建設的な方法を見つけることを期待している」、「首相が過去への反省を表明し、日本が平和に関与していくと再確認したことに注目する」とする声明を発表した。これを受けて朝日新聞は、米政府が日本の首相の靖国参拝を批判したのは異例であると報じた。国務省の報道官も駐日大使館と同内容の談話を発表した。その後、12月31日に国務省のハーフ副報道官は、会見で「失望」という言葉について質問され、「日本の指導者の行動で近隣諸国との関係が悪化しかねないことに対するもので、それ以上言うことはありません」と答え、これを受けてTBSニュースは、「失望した」という言葉は、靖国参拝そのものではなく、近隣諸国との関係悪化に懸念を表明したことを強調した、と報じた。同会見では他に、「日本の指導者が近隣諸国との関係を悪化させるような行動を取ったことに失望している」、「日本は大切な同盟国で様々な課題を解決する緊密なパートナー。これは変わらず、今後も日米で意見が異なることは話し合い続ける」と述べた。
TBSニュース（12月31日）は、「失望」という表現については、アメリカの一部の有識者から「戦没者の追悼方法を他の国がとやかく言うべきではない」という指摘が上がっているとしている。カート・キャンベル前国務次官補は2014年1月15日、戦略国際問題研究所における会合で安倍首相の靖国神社参拝について「アメリカの外交政策の助けにはならない。米・日・中・韓の間で緊張が高まっており新たな懸念をもたらす」と批判し、マイケル・グリーン元国家安全保障会議（NSC）アジア上級部長は同会合で、参拝に「失望している」とした国務省の対応を「正しい反応だった」と指摘しつつ、「日米防衛協力のための指針の再改定といった日米間の課題が変化することはない。それらの課題は米国の国益でもある」と、参拝が日米関係に与える影響は限定的との認識も述べた。
米紙ウォール・ストリート・ジャーナル（電子版）は2014年1月23日、複数の米政府当局者の話として、安倍晋三首相が靖国神社参拝を繰り返さない保証を、米政府が日本政府に非公式に求めていると伝えた。日中、日韓関係がさらに悪化することを懸念しているとみられる。同紙によると、米政府は参拝後にワシントンと東京で開かれた日本側との「一連の会談」を通じ、近隣諸国をいら立たせるさらなる言動を首相は控えるよう要請。日米韓の連携を阻害している日韓関係の改善に向けて韓国に働きかけるよう促し、従軍慰安婦問題に対処することも求めた。さらに今後、過去の侵略と植民地支配に対する「おわび」を再確認することを検討するよう首相に求める考えだという。米国務省副報道官のハーフは23日の記者会見で、同紙の報道について問われ、「事実かどうか分からない」と述べた。
リチャード・アーミテージ元国務副長官は2014年2月27日首都ワシントンで開かれたシンポジウムで、安倍晋三首相の靖国神社参拝について「中国政府が喜んだはずだ」と述べ、中国の日本批判を結果的に後押しする形になったという意味で反対だと語った。日本政府首相による靖国神社参拝自体については「日本の指導者が国全体にとって何が最善かを考えて決めることだ」と話した。中国が「（第二次世界大戦後の国際秩序の基礎となった）カイロ宣言やポツダム宣言を受け入れていないのが日本だ」との批判を広めているとし、「中国政府は首相の靖国参拝を喜んだはずだ。なぜなら、彼らは参拝後、各国の外交担当者に電話をし『見た？ 言った通りでしょ』と言うだけで良かったからだ。これが参拝への反対理由だ」と語った。またアミテージ元国務副長官は仮に（靖国神社から）Ａ級戦犯が分祀されても中国は（靖国神社）参拝を問題視し続けるとの見方を示した。

### 国連
国際連合は、1946年の第1回から2012年の第67回までの国際連合総会において、日本に対して首相、国務大臣、衆議院や参議院の議長などの立法府や行政府の要人による、靖国神社参拝の禁止や自粛を決議として採択したことはなく、決議案が総会・安全保障理事会・経済社会理事会・人権理事会に提案されたことはない。
2013年12月26日の安倍晋三首相の靖国神社参拝を受けて、潘基文国連事務総長の報道官は27日安倍首相の靖国神社参拝について「過去に関する緊張が、今も（北東アジアの）地域を苦悩させていることは非常に遺憾だ」との声明を出した。声明は「事務総長は共有する歴史に関して、共通の認識と理解を持つよう一貫して促してきた」と指摘。事務総長が被害者の感情に敏感であることや、相互信頼を築くことの重要性を強調しているとして、指導者は「特別な責任」を負っていることを挙げた。

### 中華人民共和国政府
中華人民共和国政府は、1979年4月にA級戦犯合祀が公になった時から1985年7月までの6年4月間、3人の首相が計21回参拝したことに対しては何の反応も示さなかったが、1985年8月の中曽根首相の参拝以後は、「A級戦犯が合祀されている靖国神社に首相が参拝すること」は、中国に対する日本の侵略戦争を正当化することであり、絶対に容認しないという見解を表明し続けている。中国政府は国際的および国内的に「日本の侵略戦争の原因と責任は日本軍国主義にあり、日本国民には無い。しかし日本軍国主義は極東国際軍事裁判で除去された。」と説明している。また1972年の日中国交正常化の際の共同声明では「日本側は、過去において日本国が戦争を通じて中国国民に重大な損害を与えたことについての責任を痛感し、深く反省する。」とも記載されている。このため中国から見て「日本軍国主義の責任者の象徴」であるA級戦犯を、現在の日本の行政の最高責任者である首相や行政府の幹部である閣僚が、「賞賛または称揚」することは「歴史問題」となるからである。

### 中華民国（台湾）政府
当時日本領であった台湾では、台湾人日本兵高砂義勇隊への徴兵による戦死者の靖国への合祀に対し、一部で批判がある。2005年の民主進歩党の陳水扁政権下に台湾独立派政党関係者らが靖国神社への参拝した際には国内が賛成・中立・反対と分かれている（台湾団結連盟靖国神社参拝事件）。事実上の「在日台湾大使館」にあたる台北駐日経済文化代表処は、靖国神社参拝を批判する中華人民共和国を牽制し、「小国はすべて中国の下にあると見なし、命令方式による外交を進めている。小泉首相に、靖国神社に参拝するなと言っているのもこのためである。」との見解を表明している。
本省人として初めて中国国民党主席と中華民国総統になった李登輝は退任後に靖国参拝している
中国国民党の馬英九総統は、安倍晋三首相による2013年12月26日の靖国神社参拝が元慰安婦とされる女性たちの「傷口に塩をぬる」行為に当たるとして、「隣国の慰安婦が受けた迫害などの悲惨な歴史を少しも省みていない」、「日本政府の行為は大変遺憾だ」と非難した。馬英九政権下の台湾外交部は尖閣や靖国神社参拝で日本側の動向が伝わるごとにしていた批判的な声明や報道文による抗議をしていた。
その後、2016年5月政権交代が起きて民主進歩党政権となった蔡英文総統時代には、上記のような抗議を台湾外交部がしなくなった。

### 韓国政府
韓国政府は「A級戦犯が合祀されている靖国神社に首相や閣僚が参拝すること」を問題視している。ただし韓国の場合は、日韓併合から日本の降伏までの間は、日本に併合されていたため、日本の交戦相手国や戦勝国ではないと同時に、旧日本軍側としての募集や徴用の結果、靖国神社への合祀者が存在する。このため韓国および台湾では、「靖国神社合祀取り下げ訴訟」も発生している。なお、韓国政府は2006年、A級戦犯の分祀だけでは靖国問題の解決にはならないとの認識を政府方針として決定している。

### シンガポール政府
首相リー・シェンロンは 2005年5月に「同神社には（第2次大戦の）戦争犯罪人が祭られており、シンガポールを含む多くの国の人々に不幸な記憶を呼び起こす。戦犯をあがめる対象にすべきではない」、「悪い記憶を思い起こさせる。シンガポール人を含む多くの人にとって、靖国参拝は日本が戦時中に悪い事をしたという責任を受け入れていないことの表明、と受け取れる」と述べ、2001年8月には「日本が戦争責任の問題を片付けていない」、「戦犯が合祀（ごうし）されている靖国神社の性格から、小泉首相が過去の侵略を反省した談話を十三日に発表したにもかかわらず近隣国の反発が起きた」と批判している。上級相ゴー・チョクトンも2006年に「日本の指導者は靖国神社への参拝をやめ、戦没者を祭る別の方法を探るべきだ」と述べた。シンガポール外務省は小泉首相の2006年度の参拝を受けて、「小泉首相の靖国神社参拝を遺憾に思う。シンガポール政府は靖国問題に関する立場を繰り返し表明してきたが、それに変化はない」「東アジア域内で緊密な連携関係を築くという大局的な共通利益に助けとはならない」と批判した。
他方、ロイター通信の報道によれば、小泉首相はリー・クァンユー元首相との会談後に記者団に対し、「リー元首相が、「靖国問題は中国が心理的なプレッシャーをかけているだけで、日中友好の底流は変わらない」と述べたのに対し、「私もその通りだと思う」と答えた。」と述べている。共同通信によれば、リー元首相は、小泉首相の靖国神社参拝について「（日中、日韓関係の）基礎は強いが、靖国問題は不幸なことだ」と懸念を表明、その上で「アジアとの経済関係や人とのつながりを乱すものではない」とも指摘したとされる。
2013年12月に安倍首相が靖国参拝したことに対し、シンガポール外務省の報道官は、「シンガポールは、安倍晋三首相が靖国神社を参拝したことを遺憾に思っている。このような参拝は、不満を蒸し返し、地域の信頼と信用の構築に役立たないというのが、我々の一貫した立場だ。」と述べた。

### パキスタン政府
パキスタンの外務省は、2013年12月27日、首相の靖国参拝に関する質問に対し、「地域の他国の感情を傷つけ、地域の調和を危うくするような反応を引き起こすような行動は慎むべきだ。緊張をもたらす過去の問題が再燃することなく、協力の精神が浸透することを願っている。」と表明した。

### ロシア政府
ロシア外務省公式代表のルカシェビッチ情報局長は、2013年12月26日の安倍晋三首相による靖国神社参拝について、「遺憾の意を呼び起こさざるをえない」というコメントを発表した。
また2013年12月30日、中国の王毅外相とロシアのラブロフ外相は電話会談し、安倍晋三首相による靖国神社参拝を共に批判した上で、歴史問題で共闘する方針を確認した。王は「安倍（首相）の行為は、世界の全ての平和を愛する国家と人民の警戒心を高めた」と述べ、参拝を批判。その上で「（中露両国は）反ファシスト戦争の勝利国として共に国際正義と戦後の国際秩序を守るべきだ」と述べ、歴史問題で共闘するよう呼び掛けた。それに対しラブロフは「靖国神社の問題ではロシアの立場は中国と完全に一致する」と応じ、日本に対し「誤った歴史観を正すよう促す」と主張した。

### 欧州連合(EU)
EUの外務・安全保障政策上級代表（外相）・キャサリン・アシュトンの報道官は、2013年12月26日の安倍晋三首相による靖国神社参拝について「建設的ではない」と批判する声明を発表した。
フランス
- フランスのシラク大統領（2002年当時）：参拝前の小泉総理大臣に「参拝すれば日本のアジアとの関係は難しくなり、世界の中で日本は孤立する危険がある。注意してほしい」と忠告。

### その他
国際危機グループは、2005年12月に報告書「北東アジアの紛争の底流」を提出し、「小泉首相の靖国神社参拝と右翼グループによる歴史解釈を修正する歴史教科書作成の試みは中韓両国の警戒心を刺激し、日本は第二次世界大戦での犯罪を反省していないとの感情を増幅させた」「ドイツと異なり、自国の歴史の継続的、批判的検証にほとんど関心を示していない」と批判している。
ホロコーストの記録保存や反ユダヤ主義の監視等を行っているユダヤ系団体「サイモン・ウィーゼンタール・センター」（本部・米国ロサンゼルス）は、2013年12月の安倍首相の靖国神社参拝について同月26日、靖国神社参拝を「倫理に反している」と非難する声明をクーパー副所長が発表した。「戦没者を含め、亡くなった人を悼む権利は万人のものだが、戦争犯罪や人道に対する罪を実行するよう命じたり、行ったりした人々を一緒にしてはならない」と指摘した。北朝鮮情勢が緊迫しているなか安倍首相が参拝したことにも懸念を表明し、「安倍首相が目指してきた日米関係の強化や、アジア諸国と連携して地域を安定化させようという構想に打撃を与える」と批判した。

## 年表
靖国神社問題にまつわる歴史を以下に取り上げる。訴訟については「#靖国問題に関する訴訟」の節を参照。
1932年5月5日
学校教練のために上智大学予科に配属されていた陸軍将校が、学生60名を引率し靖国神社を参拝した際、カトリック信者の学生2名が参拝を見送ったことに対し、陸軍が圧力をかけ、カトリック教会を弾圧。
1945年12月15日
連合国軍最高司令官総司令部(GHQ)の国家神道の廃止方針「神道指令」で、靖国神社は一宗教法人に。
1946年9月
宗教法人靖国神社の登記を完了。
1947年5月3日
日本国憲法施行(政教分離を規定)。
1951年10月18日
第49代内閣総理大臣・吉田茂以下、閣僚、衆参両院議長が揃って、靖国神社が宗教法人になって初めて挙行した秋季例大祭に公式参拝。首相の参拝は6年ぶり。この公式参拝は、同年9月8日の対日講和条約(いわゆるサンフランシスコ講和条約)の調印にともなうとされている。
1952年4月28日
サンフランシスコ講和条約発効。
1955年11月17日
政府統一見解「政府としては従来から、内閣総理大臣その他の国務大臣が国務大臣としての資格で靖国神社に参拝することは、憲法20条3項との関係で問題があるとの立場で一貫してきている」、「そこで政府としては従来から事柄の性質上慎重な立場をとり、国務大臣として靖国神社に参拝することは差し控えることを一貫した方針としてきたところである」。
1959年3月28日
国立・千鳥ケ淵戦没者墓苑が竣工。
1964年8月15日
靖国神社境内で政府主催戦没者追悼式を開催。
1969年6月30日
自民党、初めて靖国神社法案を国会に提出。(審議未了廃案)
1970年4月14日
靖国神社法案、2度目の提出。(5月13日、廃案)
1971年1月21日
靖国神社法案、3度目の提出。(5月24日、提案理由説明の後廃案)
1972年5月22日
靖国神社法案、4度目の提出。(6月16日、廃案)
1973年4月27日
靖国神社法案、5度目の提出。(衆院内閣委で継続審議・審議凍結)
1973年12月20日
衆議院議長・前尾繁三郎、靖国神社法案の審議凍結解除。
1974年5月25日
靖国神社法案を衆院本会議で可決。(6月3日、参議院で廃案)
1975年8月15日
第66代内閣総理大臣・三木武夫が参拝。「私人」としての参拝（私的参拝4条件＝公用車不使用、玉串料を私費で支出、肩書きを付けない、公職者を随行させない）と明言。首相による終戦の日の参拝は初めて。
1976年6月
神社本庁および日本遺族会が中心となって「英霊にこたえる会」が結成され、「首相や閣僚による公式参拝」を要請する運動を展開。
1978年8月15日
第67代内閣総理大臣・福田赳夫が参拝。公用車の使用、公職者の随行のうえ「内閣総理大臣」と記帳しながらも、私的参拝を主張。
1978年10月17日
極東国際軍事裁判(いわゆる東京裁判)におけるA級戦犯14人を国家の犠牲者「昭和殉難者」として合祀(翌1979年4月19日に新聞報道により一般に知られることとなる)。首相・三木の「私的参拝四条件」（1975年）を政府統一見解として認めたことがないと内閣法制局が言明(参議院内閣委員会)。合祀されたのは、死刑に処された東條英機、広田弘毅、松井石根、土肥原賢二、板垣征四郎、木村兵太郎、武藤章の7人と、勾留・服役中に死亡した梅津美治郎、小磯国昭、平沼騏一郎、東郷茂徳、白鳥敏夫、松岡洋右、永野修身の7人の計14人。
1979年4月21日
キリスト教徒の第68代内閣総理大臣・大平正芳が春期例大祭で参拝(A級戦犯合祀報道の2日後)。
1980年8月15日
第70代内閣総理大臣・鈴木善幸と共に閣僚が大挙して参拝。
1980年11月17日
「私人」参拝を認める官房長官・宮沢喜一が、衆議院における答弁(政府統一見解)「政府は首相その他の国務大臣がその資格で参拝することは、憲法20条3項との関係で問題があるとの立場で一貫している。違憲とも合憲とも断定していないが、違憲ではないかとの疑いをなお否定できない。そこで政府は、国務大臣としての資格で靖国神社に参拝することは差し控えることを一貫した方針としてきたところである」。
1981年3月18日
「みんなで靖国神社に参拝する国会議員の会」が結成される。
1981年8月15日
鈴木善幸が参拝。
1982年8月15日
鈴木善幸が参拝。マスコミの「私人」か「公人」かの質問に答えず。
1984年1月5日
第72代内閣総理大臣・中曽根康弘が参拝。質問に「内閣総理大臣たる中曽根康弘」と答える。現職首相の年頭参拝は戦後初であった。
1985年8月9日
官房長官・藤波孝生の私的諮問機関「閣僚の靖国神社参拝問題に関する懇談会」(靖国懇)が、公式参拝可能との報告書を発表。
1985年8月14日
官房長官・藤波孝生の談話「中曽根首相は、首相としての資格で靖国神社を参拝する。憲法の政教分離原則との関係は強く留意しており、公式参拝が宗教的意義を持たないものであることを参拝方式などで明らかにする。(かしわ手を打たず、玉串料でなく供花料を公費から支出するなどの)今回の方法であれば、憲法が禁止する宗教的活動に該当しないと判断した」。
1985年8月15日
首相・中曽根ら閣僚17人が参拝(「二拝二拍手一拝」の神道形式ではなく、本殿で一礼。公費から供花料を支出。これ以後の参拝は、形式上、私的参拝ということになる)。以降11年間、終戦の日の参拝は行われない時期が続いた。
1985年8月20日
官房長官・藤波「戦没者に対する追悼を目的として本殿または社頭で一礼する方式で参拝することは同項(憲法20条3項)の規定に違反する疑いはないとの判断に至った」ので「昭和55年（1980年）11月17日の政府統一見解をその限りにおいて変更」(衆議院)。
1986年8月14日
内閣官房長官・後藤田正晴の談話「昨年実施した公式参拝は、過去における我が国の行為により多大の苦痛と損害を蒙った近隣諸国の国民の間に、そのような我が国の行為に責任を有するA級戦犯に対して礼拝したのではないかとの批判を生み、ひいては、我が国が様々な機会に表明してきた過般の戦争への反省とその上に立った平和友好への決意に対する誤解と不信さえ生まれるおそれがある」ため「内閣総理大臣の靖国神社への公式参拝は差し控えることとした」。
1986年8月15日
みんなで靖国神社に参拝する国会議員の会(会長・奥野誠亮)が集団で参拝、首相は参拝を見送った。
1988年3月14日
赤報隊から、中曽根康弘事務所と竹下登の元に脅迫状が送られた(差出の日付は3月11日)。中曽根には「わが隊は去年二月二七日のよる 全生庵で貴殿を狙った」、「靖国や教科書問題で民族を裏切った」、「もし処刑リストからはずしてほしければ 竹下に圧力をかけろ」、竹下には「貴殿が八月に靖国参拝をしなかったら わが隊の処刑リストに名前をのせる」という内容だった。全生庵は中曽根が座禅を組みにしばしば訪れた禅寺で、脅迫状の日時には実際に座禅を組んでいたという。参拝を中止した中曽根を標的にし、後継の首相となった竹下に参拝を迫ったもの。
1991年1月10日
仙台高裁が岩手県の靖国訴訟で合憲判決。(傍論として違憲言及。総理大臣の公式参拝を違憲としたのは初めて)。
1991年9月4日
1991年3月に傍論を不服とした県が上告し、仙台高裁は「岩手県が判決主文で全面勝訴している」として却下。9月4日に、この仙台高裁の決定を不服とした県の特別抗告について、最高裁第2小法廷は「抗告の理由がない」として却下、確定。
1992年2月28日
中曽根公式参拝(1985年8月15日)に対する九州靖国神社公式参拝違憲訴訟の福岡高裁判決。違憲と判示。
1992年7月30日
中曽根公式参拝(1985年8月15日)に対する関西靖国公式参拝訴訟の大阪高裁判決。違憲の疑いありと判示。のち確定。
1996年7月29日
第82代内閣総理大臣：橋本龍太郎が自身の59歳の誕生日に靖国神社参拝。11年ぶり。
1997年4月2日
愛媛玉串料訴訟で違憲判決。最高裁大法廷判決「たとえ戦歿者遺族の慰藉が目的であっても県が靖国神社・護国神社などに玉串料を公費から支出したことは憲法が禁止した宗教活動にあたり、違憲である」。
1999年8月6日
官房長官：野中広務、記者会見で個人的見解と断りつつ、「首相はじめすべての国民が心から慰霊できるよう、あり方を考える非常に重要な時期にさしかかっている」、「A級戦犯を分祀し、靖国が宗教法人格を外して純粋な特殊法人として国家の犠牲になった人々を国家の責任においてお祀りし、国民全体が慰霊を行い、各国首脳に献花してもらえる環境を作るべきではないか」と述べた。
2001年5月9日
第87代内閣総理大臣・小泉純一郎「戦没者にお参りすることが宗教的活動と言われればそれまでだが、靖国神社に参拝することが憲法違反だとは思わない」「心をこめて敬意と感謝の誠をささげたい。そういう思いを込めて、個人として靖国神社に参拝するつもりだ」と衆議院本会議で明言。
2001年7月11日
公明党代表：神崎武法「憲法20条(政教分離)と89条(公費支出)に違反するような(首相の靖国神社)参拝は問題がある」。自由党党首・小沢一郎「連立を組むなかで、憲法違反を理由にして消極的ならば、首相と議論してきちんと結論を出さなくてはいけない。あいまいにすませるのは許されない」(日本記者クラブでの党首討論で)。
2001年7月30日
外務大臣：田中真紀子コメント: 「憲法20条にあるように、総理は国の最終的な責任者であり、国家の意思そのものだ。ここは個人だ何だと分けるふうな姑息な手段は使わないでいただきたい」。
2001年8月13日
小泉純一郎が参拝。参拝に反対する立場からは参拝したことへの、参拝を積極的に支持する立場からは、前言を翻して終戦の日を避けたことへの批判も挙がった。参拝は、8月11日に秘書官を通して「内閣総理大臣小泉純一郎」という名入りの献花料3万円を私費で納入。靖国への往復に公用車を用いて内閣官房長官・福田康夫と秘書官を随行。参集所で「内閣総理大臣小泉純一郎」と記帳。神社拝殿で身を清める「お祓い」を受け、本殿に昇殿して祭壇に黙祷した後、神道式によらない一礼方式で参拝を行なった。供花料ではなく、献花料としたのは、兵庫県多紀郡篠山町(現丹波篠山市)が、盆に戦没者遺族に線香やロウソクを配布したことをめぐって憲法の政教分離原則に反するかを争った訴訟で、「お盆」、「ご帰壇」、「英霊」、「お供え」、「合掌」などの宗教用語を使った文書が違憲にあたると判断した神戸地裁の指摘を考慮したとされている。
2001年8月15日
靖国神社に面した通りで、靖国賛成派と反対派の衝突があり、麹町警察署によると双方に負傷者が出たという。斎藤貴男は、賛成派が一方的に負傷させたとしている。
2001年11月1日
小泉公式参拝(同年8月13日)に対する大阪・松山・福岡の各地裁提訴について、小泉首相がコメント: 「話にならんね。世の中おかしい人たちがいるもんだ。もう話にならんよ」(同日各紙夕刊、翌日同朝刊)。官房長官・福田のコメント: 「どこが憲法違反なんですかね。内閣総理大臣である小泉純一郎が参拝したんですよ」、「そういうことを言って、小泉純一郎の信仰の自由を妨げるというのは、それこそ憲法違反じゃないですか」。
2001年12月14日
中国、韓国などから批判が出たのを受け、内閣官房長官・福田康夫は、国立戦没者追悼施設を建設する構想を立ち上げ、私的諮問機関「追悼・平和祈念のための記念碑等施設の在り方を考える懇談会」(座長今井敬)を発足させた
2002年2月
ブッシュ大統領が対テロ戦争協力への返礼の意も込めて靖国神社への参拝を申し出る。戦勝国であるアメリカの大統領が参拝すれば批判の根拠を失う可能性もあったが、当時の政府はそれを決断できず、日本側から要請して明治神宮への参拝に変更。
2002年3月
韓国駐在武官参拝。
2002年4月21日
小泉純一郎、参拝。
2002年12月24日
内閣官房長官・福田の諮問機関「追悼・平和祈念のための記念碑等施設の在り方を考える懇談会」が報告書を提出。「追悼・平和祈念を行うための国立の無宗教の恒久的施設が必要と考えるが、最終的には政府の責任で判断されるべきだ」。その後、懇談会は開催されていない。
2003年1月14日
小泉純一郎、参拝。
2004年1月1日
第88代内閣総理大臣・小泉純一郎、参拝。
2004年4月7日
福岡地方裁判所が小泉純一郎首相の靖国神社参拝(2001年8月13日)で被告側勝訴判決(亀川清長裁判長が傍論で違憲言及)。それを受けた小泉首相は記者団の質問に「私的な参拝と言ってもいい」と語り、公私の区別をあえてあいまいにしてきた従来の姿勢を転換させた。
2004年11月25日
千葉地方裁判所(裁判長：安藤裕子)は、小泉純一郎首相の靖国神社参拝(2001年8月13日)について、参拝は公的と認定した上で被告側勝訴判決（憲法判断は行わず）。
2004年12月8日
日本記者クラブでの講演で公明党の神崎武法代表は、小泉首相の靖国神社参拝が日中関係の障害になっていると指摘。「私から見ると解決方法は(1)参拝を自粛する(2)A級戦犯の分祀を検討する(3)国立追悼施設を建設する――の3つしかない」と述べた。
2005年4月27日
中国の王毅駐日大使は、日中両政府間で、靖国神社参拝に関する「紳士協定」が存在し、首相と外相、官房長官は参拝すべきではないと、自民党の外交調査会での講演の中で発言。中国政府関係者は、「紳士協定」は、中曽根内閣当時に中国側の求めにより口頭でなされたと発言。日本の外務省関係者は協定の存在を否定。翌4月28日、中曽根元首相は「王大使の記憶違い」と述べて「紳士協定」の存在を否定。中国大使館へ電話で抗議したと記者団に語る。
2005年9月29日
「靖国訴訟」東京高裁(浜野惺(しずか)裁判長)は1審の千葉地裁判決を支持、原告側控訴を棄却（但し参拝は私的なものと変更、憲法判断は行わず）。
2005年9月30日
大阪高裁が小泉靖国訴訟で被告側勝訴判決(大谷正治裁判長が傍論で小泉首相の参拝をめぐる訴訟としては高裁段階で初の違憲言及)。
2005年11月3日
中国の唐家せん(王へんに旋)国務委員(前外相)は、1985年の中曽根首相による靖国神社参拝を受け、首相と外相及び官房長官は参拝しないとの紳士協定を日中両政府間で結んだと、訪中していた大阪府と京都市、兵庫県の各知事との会談の中で発言。
2005年11月5日
公明党全国代表者会議で党代表・神崎武法は、「政権の中枢にある首相、外相、官房長官は参拝を自粛すべきだ。今後も自粛を求めていく」、と述べた。神崎はこれまで再三再四、首相に自粛を求めていたが、外務大臣や官房長官についてまで自粛を要求したのは初めて。神崎の発言は、4月27日に中国の王毅駐日大使が、日中両政府間で首相と外相及び官房長官は参拝しないとの「紳士協定」が存在するとした発言を念頭に置いたものとみられている(ただし日本の外務省と中曽根元首相は「紳士協定」の存在を否定)。
2005年11月9日
靖国神社に代わる国立戦没者追悼施設を目指す超党派の議員連盟「国立追悼施設を考える会」が発足。会長に山崎拓(自民党、2009年の衆議院選で落選)、副会長は鳩山由紀夫(民主党)と冬柴鉄三(公明党)。設立総会には福田康夫(自民党)や当時の公明党代表の神崎武法ら100人が参加した。
2006年8月15日
小泉首相は、自身の首相としての最後の夏、「Xデーに参拝するのではないか？」と自民党を中心に内外で推測されていたが、2006年8月15日午前7時40分ごろ、現職総理としては1985年の中曽根康弘以来21年ぶりに8月15日の参拝を行った。午前7時30分ごろ、首相官邸を出発し10分後にモーニング姿で到着。本殿に入り「2拝2拍手1拝」の神道形式ではなく一礼形式の参拝。滞在時間は15分ほどだった。
2013年12月26日
安倍晋三は第90代の首相時に参拝ができなかったのは「痛恨の極み」と述べていたが、第96代首相就任1年目を期したこの日首相官邸から出発し午前11時30分ころモーニング姿で参拝した。併せて鎮霊社（英語版：Chinreisha）にも参拝した。参拝後神社社殿内からNHKなどのテレビ中継を介して記者会見を行い参拝の気持ちを語った。また同日総理大臣官邸のホームページに日本語、英語、中国語の言語による「安倍内閣総理大臣の談話〜恒久平和への誓い〜」とする談話も掲載された。

## 歴代首相の靖国神社参拝（回数）
2020年現在、最初の伊藤博文就任以降の歴代首相57人中14人が参拝しているが、最初に参拝したのは戦後初の首相である東久邇宮稔彦王（30人目、重複を入れると43代目）である。戦後に限定すると、28人中14人の首相が62年間で計67回参拝している。終戦の日の参拝は8回。A級戦犯の合祀が公になった1979年4月以後では、5人の首相が計29回参拝している。
| 代               | 首相           | 回数 | 参拝年月日 | 在任期間                                                      |
| ---------------- | -------------- | ---- | --- | ------------------------------------------------------------- |
| 第43代           | 東久邇宮稔彦王 | 1回  | 1945年8月18日 | 1945年8月17日 - 1945年10月9日                                 |
| 第44代           | 幣原喜重郎     | 2回  | 1945年10月23日、1945年11月20日 | 1945年10月9日 - 1946年5月22日                                 |
| 第45代 第48-51代 | 吉田茂         | 5回  | 1951年10月18日、1952年10月17日、1953年4月23日、1953年10月24日、1954年4月24日                                                                                           | 1946年5月22日 - 1947年5月24日 1948年10月15日 - 1954年12月10日 |
| 第56-57代        | 岸信介         | 2回  | 1957年4月24日、1958年10月21日 | 1957年2月25日 - 1960年7月19日                                 |
| 第58-60代        | 池田勇人       | 5回  | 1960年10月10日、1961年6月18日、1961年11月15日、1962年11月4日、1963年9月22日                                                                                            | 1960年7月19日 - 1964年11月9日                                 |
| 第61-63代        | 佐藤栄作       | 11回 | 1965年4月21日、1966年4月21日、1967年4月22日、1968年4月23日、1969年4月22日、1969年10月18日、1970年4月22日、1970年10月17日、1971年4月22日、1971年10月19日、1972年4月22日 | 1964年11月9日 - 1972年7月7日                                  |
| 第64-65代        | 田中角栄       | 5回  | 1972年7月8日、1973年4月23日、1973年10月18日、1974年4月23日、1974年10月19日                                                                                             | 1972年7月7日 - 1974年12月9日                                  |
| 第66代           | 三木武夫       | 3回  | 1975年4月22日、1975年8月15日、1976年10月18日 | 1974年12月9日 - 1976年12月24日                                |
| 第67代           | 福田赳夫       | 4回  | 1977年4月21日、1978年4月21日、1978年8月15日、1978年10月18日 | 1976年12月24日 - 1978年12月7日                                |
| 第68-69代        | 大平正芳       | 3回  | 1979年4月21日、1979年10月18日、1980年4月21日 | 1978年12月7日 - 1980年6月12日                                 |
| 第70代           | 鈴木善幸       | 9回  | 1980年8月15日、1980年10月18日、1980年11月21日、1981年4月21日、1981年8月15日、1981年10月17日、1982年4月21日、1982年8月15日、1982年10月18日                              | 1980年7月17日 - 1982年11月27日                                |
| 第71-73代        | 中曽根康弘     | 10回 | 1983年4月21日、1983年8月15日、1983年10月18日、1984年1月5日、1984年4月21日、1984年8月15日、1984年10月18日、1985年1月21日、1985年4月22日、1985年8月15日                  | 1982年11月27日 - 1987年11月6日                                |
| 第82-83代        | 橋本龍太郎     | 1回  | 1996年7月29日 | 1996年1月11日 - 1998年7月30日                                 |
| 第87-89代        | 小泉純一郎     | 6回  | 2001年8月13日、2002年4月21日、2003年1月14日、2004年1月1日、2005年10月17日、2006年8月15日                                                                               | 2001年4月26日 - 2006年9月26日                                 |
| 第96代           | 安倍晋三       | 1回  | 2013年12月26日 | 2012年12月26日 -2020年9月16日                                 |